# Cisterna di Latina
Cisterna di Latina, comunemente abbreviata in Cisterna, è un comune italiano di 36 229 abitanti della provincia di Latina nel Lazio.
Centro agricolo e industriale di origini antichissime, sorge ai margini settentrionali dell'Agro Pontino, al confine fra le province di Roma e Latina.
Fa parte del territorio comunale il giardino di Ninfa, monumento naturale e oasi del WWF.

## Geografia fisica

### Territorio

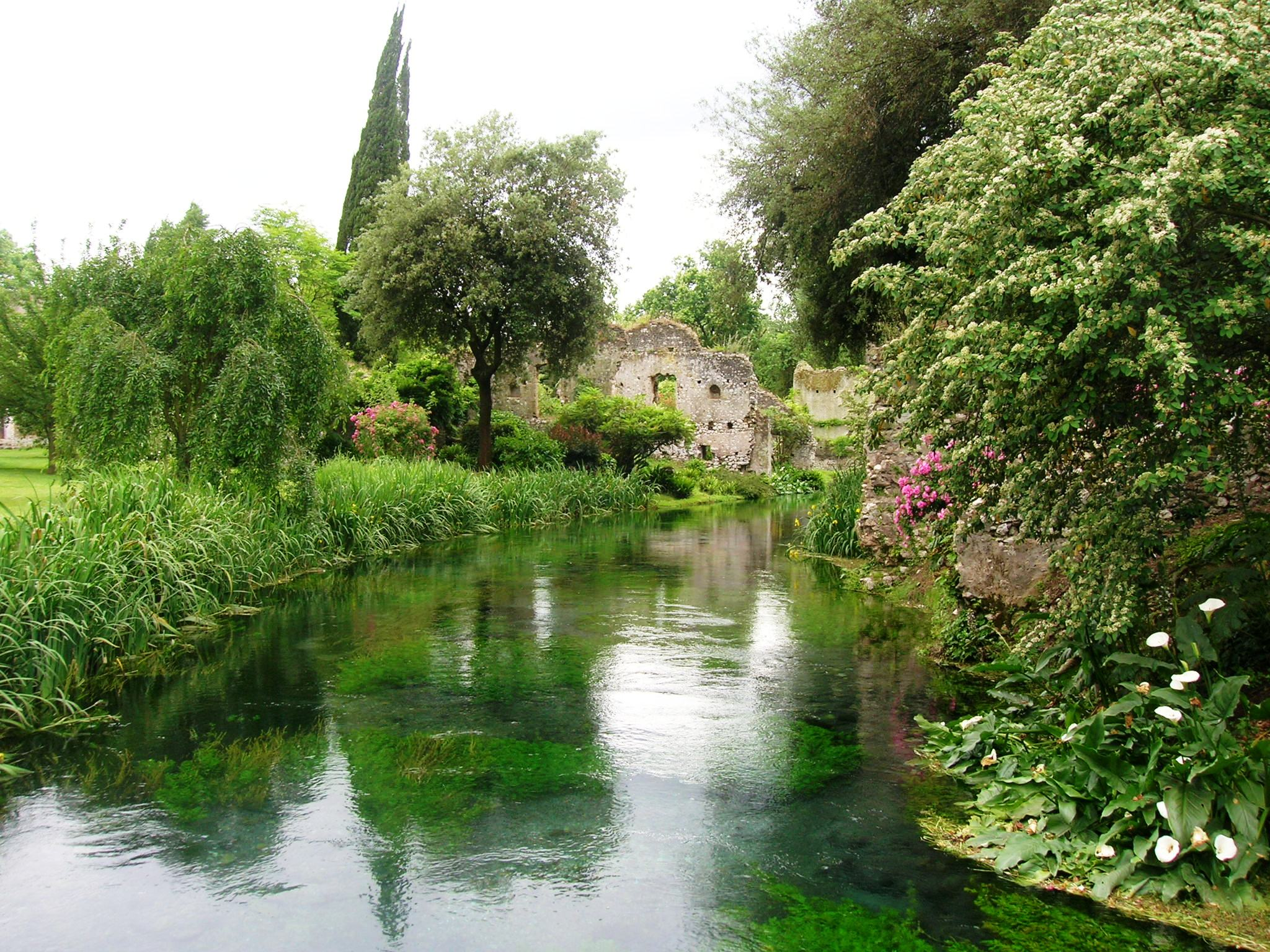
Giardino di Ninfa

Cisterna di Latina sorge alle porte dell'Agro Pontino, in un territorio in larga parte pianeggiante, ad eccezione di rilevi dei Monti Lepini e dei Colli Albani che partono dai 50 metri sul livello del mare, ai confini con i territori comunali di Cori e Velletri.
Fino al 1932, il suo territorio era fra i più grandi e vasti d'Italia, comprendendo una larga fetta delle antiche "paludi pontine", di cui era l'ingresso. Successivamente parte del suo territorio fu ceduto al neonato comune di Latina.

### Clima
Il clima è di tipo mediterraneo. L'inverno è molto mite. L'estate è calda e, a volte, afosa nonostante venga mitigata dal vicino mare.
Classificazione climatica: zona C 1216 GR/G.

## Storia

### L'età antica

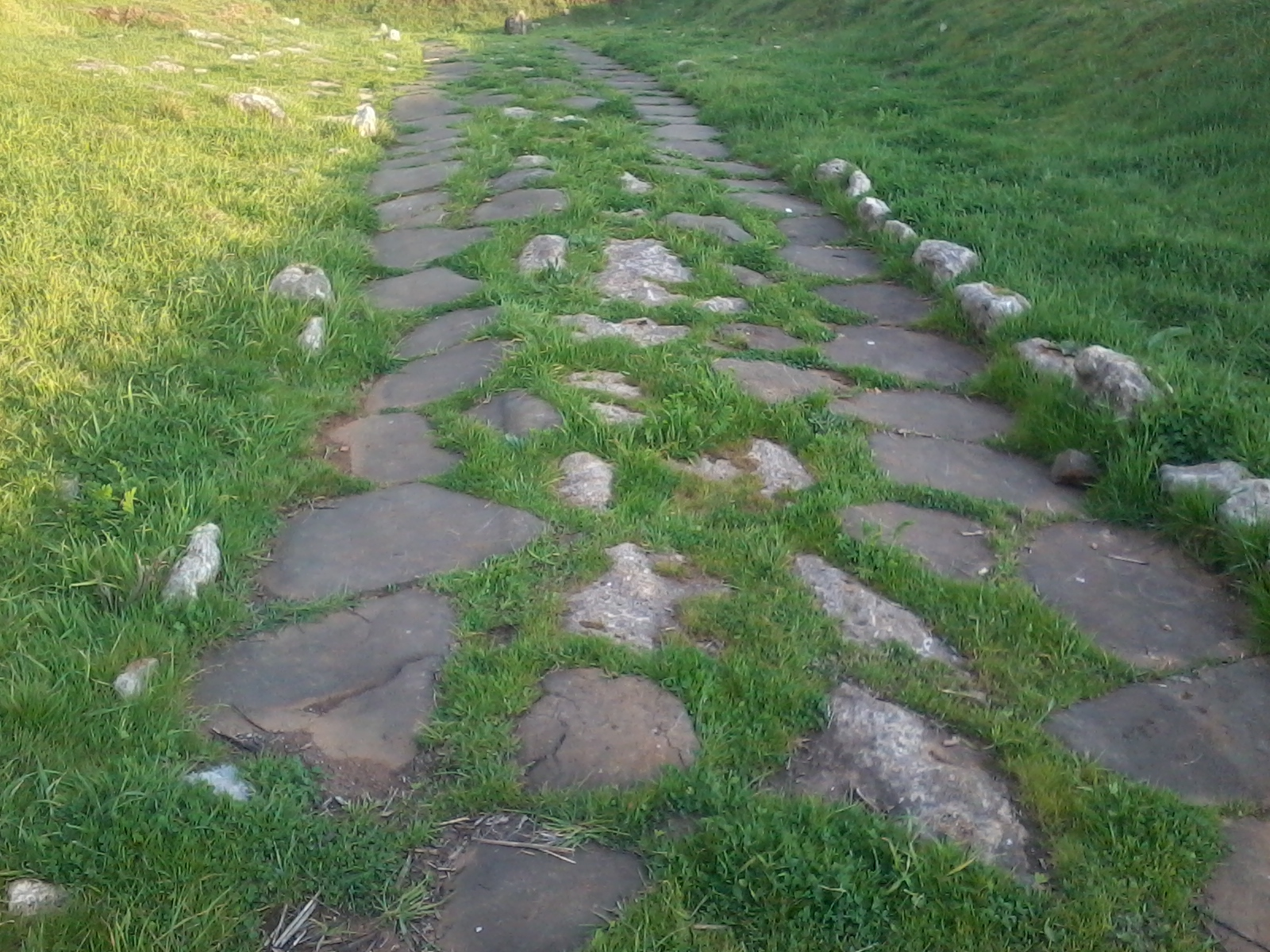
I resti di un'antica strada romana

Le origini di Cisterna sono antichissime: nel suo territorio, sono state rinvenute tracce del passaggio di uomini preistorici in piccole cavità naturali in località Finocchione e Muracci.
I latini popolarono il suo territorio fin dall'epoca arcaica. Durante l'occupazione volsca dell'Agro Pontino è stato ipotizzato, in seguito al ritrovamento di un tempio dedicato a Minerva che poco a nord dell'attuale Cisterna (fra le attuali località di Franceschetti e Torrecchia) sorgesse la città di Suessa Pometia.
Suessa Pometia fu distrutta e sottomessa da Tarquinio il Superbo, secondo quanto scrive Tito Livio nella sua opera Ab Urbe condita.
La località, ai tempi di Plinio il Vecchio, risultava già scomparsa e non più identificabile sul territorio.
Nel 312 a.C. il console Appio Claudio Cieco avvia la costruzione della Via Appia. Lungo la consolare sorge la città romana di Tres Tabernae, le cui tre taverne citate nel nome sono riprese nello stemma cittadino. Tres Tabernae, i cui resti sono stati individuati ormai con certezza a pochi km a sud dell'attuale centro abitato, diventò centro di discreta importanza.
Tres Tabernae è quindi citata negli Atti degli Apostoli, ove si descrive il viaggio di San Paolo prigioniero verso Roma e si ricorda che i primi cristiani romani, appresa evidentemente notizia dell'arrivo del santo imprigionato, si portarono verso di lui incontrandolo lungo l'Appia proprio a Tres Tabernae e al Foro Appio (odierno Borgo Faiti).

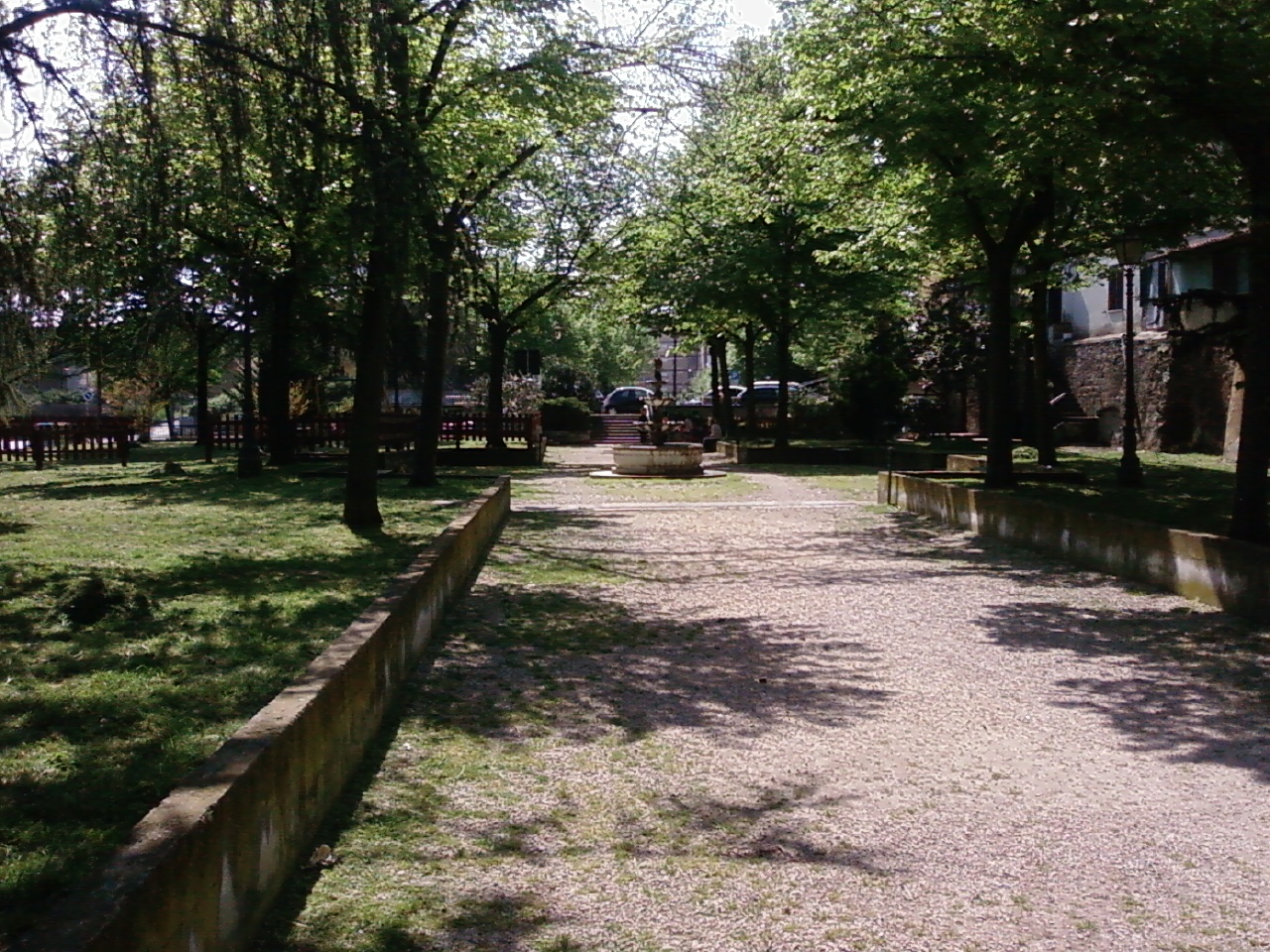
I Giardini di Via Porta Agrippina. Secondo alcune leggende locali, la Porta (oggi scomparsa) sarebbe stata costruita e dedicata quindi a sua madre Agrippina, dall'imperatore Nerone

Intorno al III secolo Tres Tabernae crebbe progressivamente di importanza e diventò sede vescovile. Si sa che vi fu edificata una cattedrale paleocristiana, dedicata a San Paolo (in ricordo del passaggio dell'apostolo), di cui non è rimasta traccia.
Nel 307 vi fu assassinato l'imperatore Flavio Severo, ucciso dal luogotenente di Massenzio, Eraclio.
Ai tempi dell'invasione longobarda si conclamò l'espansione delle paludi pontine, già in atto da due secoli. Proprio a partire dal secolo 500 il tratto di Appia compreso tra Tres Tabernae e Terracina venne definitivamente abbandonato, sostituito da una deviazione pedemontana originata immediatamente a nord del villaggio. Quest'ultimo si spopolò progressivamente al punto che nel 592 papa Gregorio Magno unì la sua diocesi a quella di Velletri. Tres Tabernae subì diverse e pesanti devastazioni da parte dei Saraceni, fino a quella fatale dell'868, quando fu definitivamente distrutta.
Nel territorio comunale è stata ipotizzata anche la presenza del centro di Ulubrae su una collina nei dintorni della frazione di Doganella.
Ulubrae, viene nominato da Orazio, Plinio il Vecchio, Svetonio e Giovenale, come luogo di villeggiatura e centro rurale. Anche Cicerone ne parla in una delle sue Epistole:
(Cicerone, Epistole, II, 10, 12,13)
Augusto, secondo Svetonio", avrebbe vissuto fino ai diciotto anni nella villa di famiglia a Ulubrae.

### Il Medioevo e il Rinascimento
Gli abitanti di Tres Tabernae decisero, costretti anche dalla continua espansione della palude, di trasferirsi più a nord, nel punto in cui l'Appia (probabilmente con una piccola deviazione dal tracciato originario) attraversava il corso d'acqua oggi chiamato "fosso di Cisterna". Il borgo conosce attestazione solo a partire dall'anno 1000, quando viene citato, per la prima volta, con il nome di Terra di Cisterna.
La tradizione vuole che questo nome derivasse da un'antica cisterna presente nel territorio, fatta costruire dall'imperatore Nerone per rifornire d'acqua la sua villa di Antium, tradizione che avrebbe dato origine al toponimo medievale Cisterna Neronis, altro nome del borgo nel Medioevo.
Lo scrittore Antonio Pennacchi nel libro Una nuvola rossa sostiene che la cisterna di Nerone rientra invece in un ambizioso progetto di bonifica delle paludi portato avanti dall'imperatore.

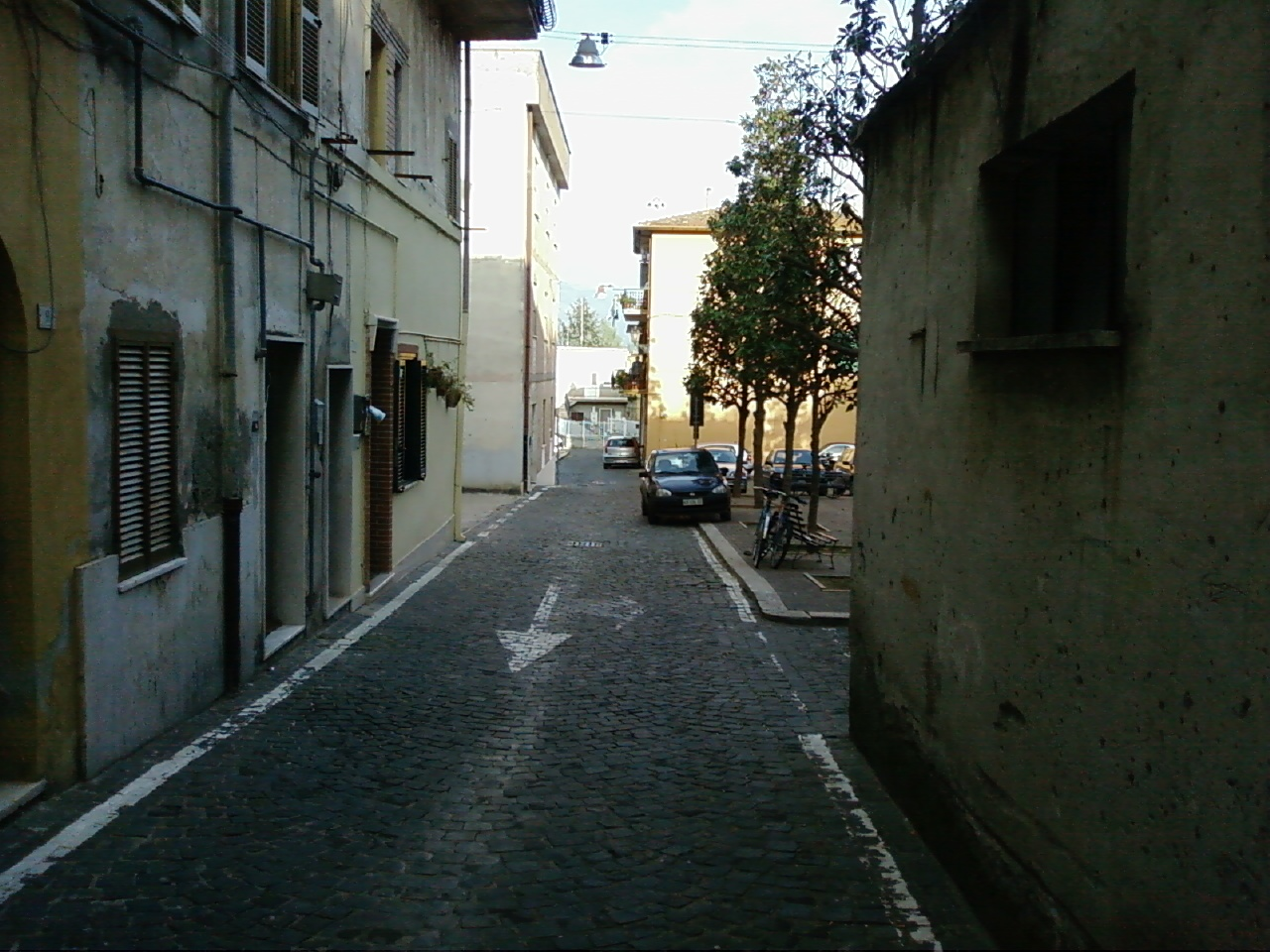
Un vicolo nel centro storico di Cisterna

Nel frattempo sul territorio, lungo l'attuale Via Tivera si sviluppò l'abbazia benedettina di Sant'Eleuterio sorta intorno alla tomba che ospitava i resti del santo. L'abbazia declinò per via dell'espansione della palude e le spoglie del santo furono traslate a Velletri.
Cisterna diventò un feudo dei Conti di Tuscolo, potentissima famiglia romana che la cedettero ai Frangipane nel 1146. I Frangipane rafforzarono il borgo con una cinta muraria e con l'edificazione di una rocca.

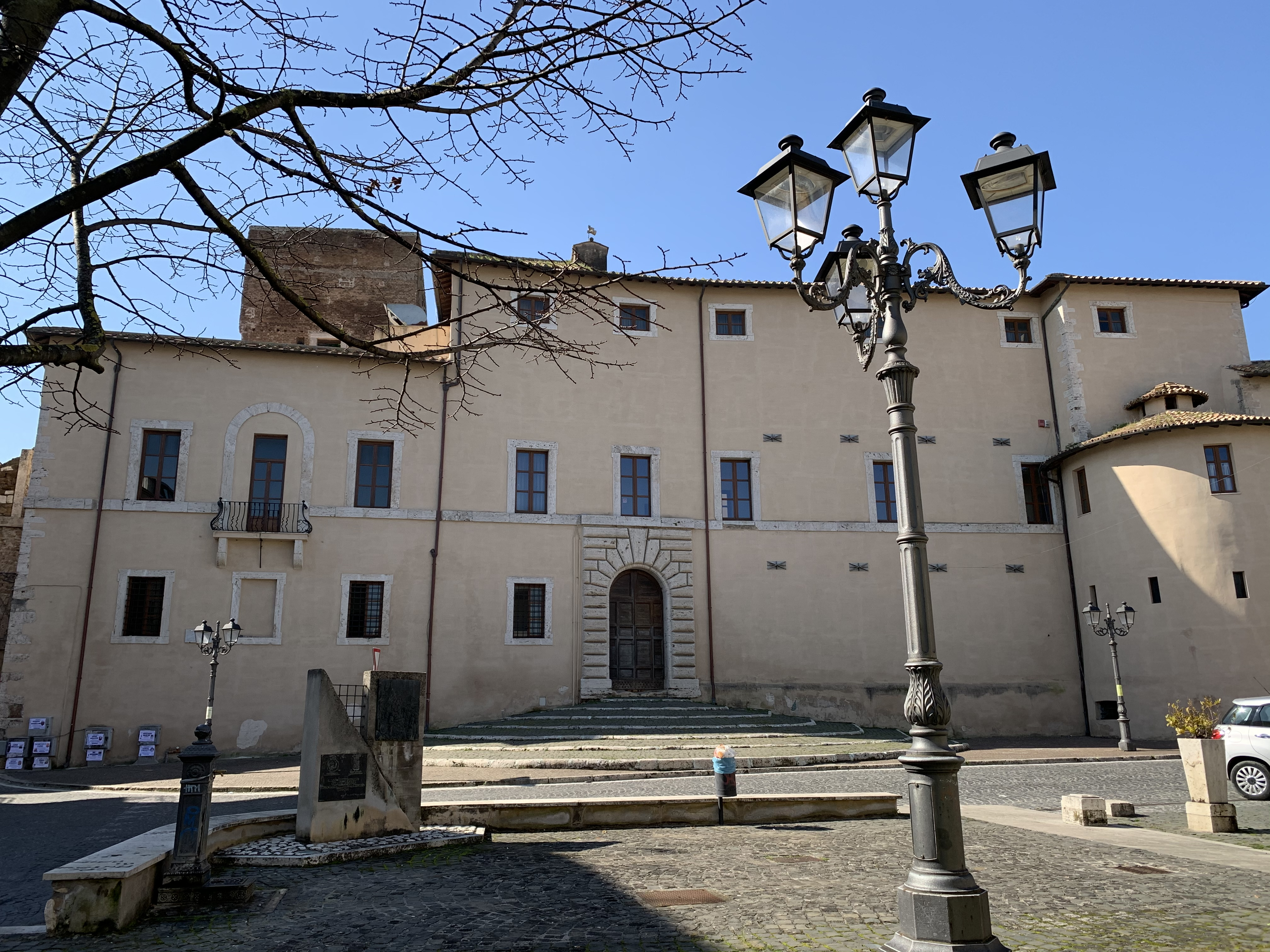
Palazzo Caetani, la facciata più antica

Il 5 settembre 1159 fu eletto papa, il cardinale Rolando Bandinelli che assunse il nome di Alessandro III. Tuttavia la sua elezione, fu ostacolata dall'Imperatore Federico Barbarossa che inviò le sue truppe per far arrestare il Papa. Quest'ultimo, protetto dai Frangipane, fuggì prima a Cisterna e poi a Ninfa dove fu ufficialmente incoronato. L'Imperatore quindi decise di vendicarsi assediando i due abitati e distruggendoli. In seguito i Frangipane ricostruirono Cisterna. Nel 1328 fu nuovamente assediata e distrutta da Ludovico il Bavaro. Gli abitanti però avvertiti da un velletrano, avevano già abbandonato da tempo il centro che rimase spopolato per tre secoli.
Nel 1504 papa Giulio II affidò Cisterna in feudo ai Caetani. Fu Bonifacio Caetani, ad intraprendere diversi lavori urbanistici per ricostruire Cisterna, distruggendo le rovine del castello e sostituendole con una residenza rinascimentale noto come Palazzo Caetani. Poi, nella loro opera di riqualificazione, i Caetani curarono la costruzione della chiesa di Santa Maria Assunta e di una stazione postale lungo l'Appia. In seguito Bonifacio istituì un Principato e fece di Cisterna la capitale.
Il prestigio della famiglia Caetani, unita alla fama delle vicine paludi pontine e alle abbondanti riserve di caccia, fece sostare a Cisterna numerose personalità storiche come papa Paolo III, papa Urbano VIII, numerosi vescovi e cardinali nonché diversi aristocratici della Capitale. Nel 1589, vi sostò Papa Sisto V, nel 1596 Papa Clemente VIII, nel 1792 Papa Benedetto XIII, nel 1839 Papa Gregorio XVI.

### Dalla fine del XVIII secolo alla bonifica pontina

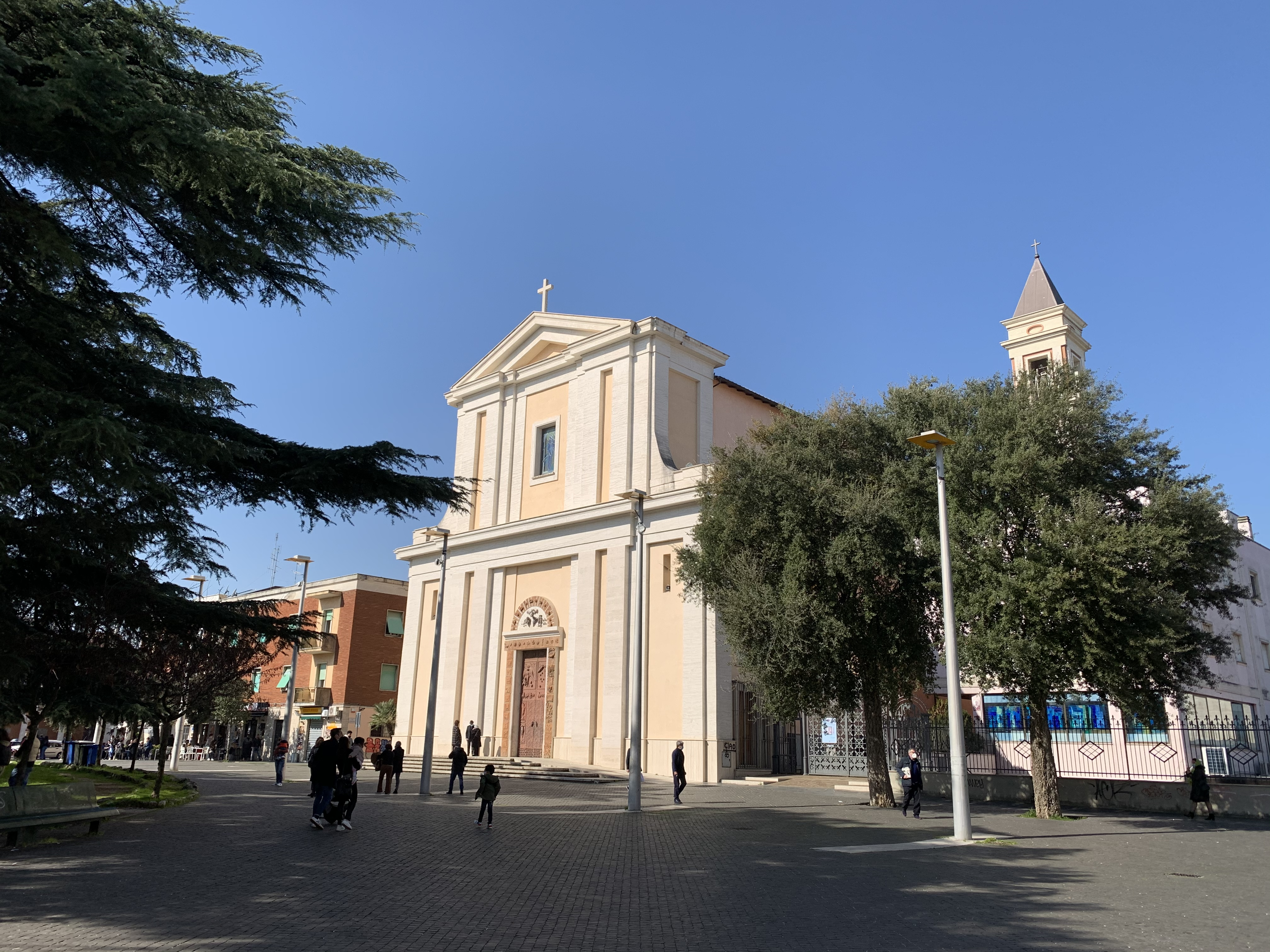
Piazza XIX Marzo, che si apre fra il borgo antico e l'Appia, iniziò a diventare una vera e propria piazza solo nel XVIII secolo

Papa Pio VI avviò un massiccio progetto di bonifica, il quale però fu rallentato dalla Rivoluzione francese e dall'invasione del Lazio delle truppe napoleoniche. Inoltre la diffusione del brigantaggio, i cui esponenti sfruttavano le foreste della palude, per nascondersi, causò diversi morti e scontri con i Carabinieri.
Nel 1825 fu visitato, in una gita di piacere, dal marchese Massimo d'Azeglio, politico del Regno di Sardegna nonché collaboratore di Cavour. Il marchese, inoltre descrive alcuni momenti della vita quotidiana nelle paludi, dai rodei dei butteri, le passeggiate dei briganti nel centro cittadino e la festa patronale di San Rocco.
Nel 1840 vi sostò per una notte lo scrittore danese Hans Christian Andersen che lasciò un bel ricordo della città nel libro "Bazar di un poeta".
Nel 1863, papa Pio IX vi si fermò in visita pastorale.
Nel 1870, in seguito alla Presa di Roma, passò al Regno d'Italia e mutò il suo nome in Cisterna di Roma.
Nel 1890 Buffalo Bill, che con il suo circo di cowboy aveva fatto tappa a Roma e aveva sfidato gli italiani a domare il fiero cavallo americano del West. Il buttero cisternese Augusto Imperiali raccolse la sfida, riuscendo a domare il cavallo ed entrando così nella leggenda. Si racconta che Buffalo Bill rimase così offeso per la sconfitta, che abbandonò l'Italia in fretta e in furia, senza neanche pagare il premio della sfida ai butteri.

### Dall'inizio della bonifica alla seconda guerra mondiale
(Antonio Pennacchi)
Nel 1929, iniziò il processo di bonifica della palude promosso dal regime fascista, che comprendeva la maggior parte del suo territorio comunale. Cisterna fu dichiarato come il quartier generale dei lavori di bonifica, soprattutto dell'area settentrionale (il cosiddetto "bacino di Piscinara"), su cui sorse successivamente la città di Littoria (oggi Latina).
Nel 1934 fu costituita la provincia di Latina ricavata da una decurtazione di quella di Roma e Cisterna ne entrò a far parte, assumendo il nome di Cisterna di Littoria.
Il 22 gennaio 1944, gli Alleati con lo sbarco di Anzio tentarono di cogliere alle spalle i tedeschi, che si erano arroccati nei fronti sul Garigliano e a Cassino e conquistare Roma. Lo sbarco però non dette gli effetti sperati, poiché la tattica attendista scelta dal generale Lucas, comandante del corpo d'armata alleato, permise ai tedeschi di Kesselring di organizzarsi e di bloccare gli Alleati sulle posizioni iniziali. Nelle prime fasi dell'Operazione Shingle (nome in codice delle operazioni di sbarco), un battaglione di ranger statunitensi del generale William Darby, si mosse dal settore di Nettuno verso Cisterna, ma in località Isolabella dovette incontrare la resistenza dei tedeschi, superiori per numero. Lo scontro fu fatale per gli americani: solo pochi uomini riuscirono a rientrare.
La città di Cisterna riconobbe l'opera di questi soldati gemellandosi nel 1982 con la città americana di Fort Smith, nell'Arkansas, città nativa del generale Darby e titolando a quest'ultimo il locale Istituto Tecnico Industriale e Commerciale.
Dopo lo scontro di Isolabella, gli americani avevano bruciato il "fattore sorpresa", e i tedeschi avevano preparato una linea difensiva compresa, al cui centro si trovava appunto Cisterna.
La città si trovò così al centro degli scontri armati, subendo pesanti bombardamenti. 
La popolazione civile, in preda al panico, si rifugiò in buona parte nelle grotte sotterranee di Palazzo Caetani, nella cripta dell'ex convento di Sant'Antonio Abate nelle cantine, nelle campagne.

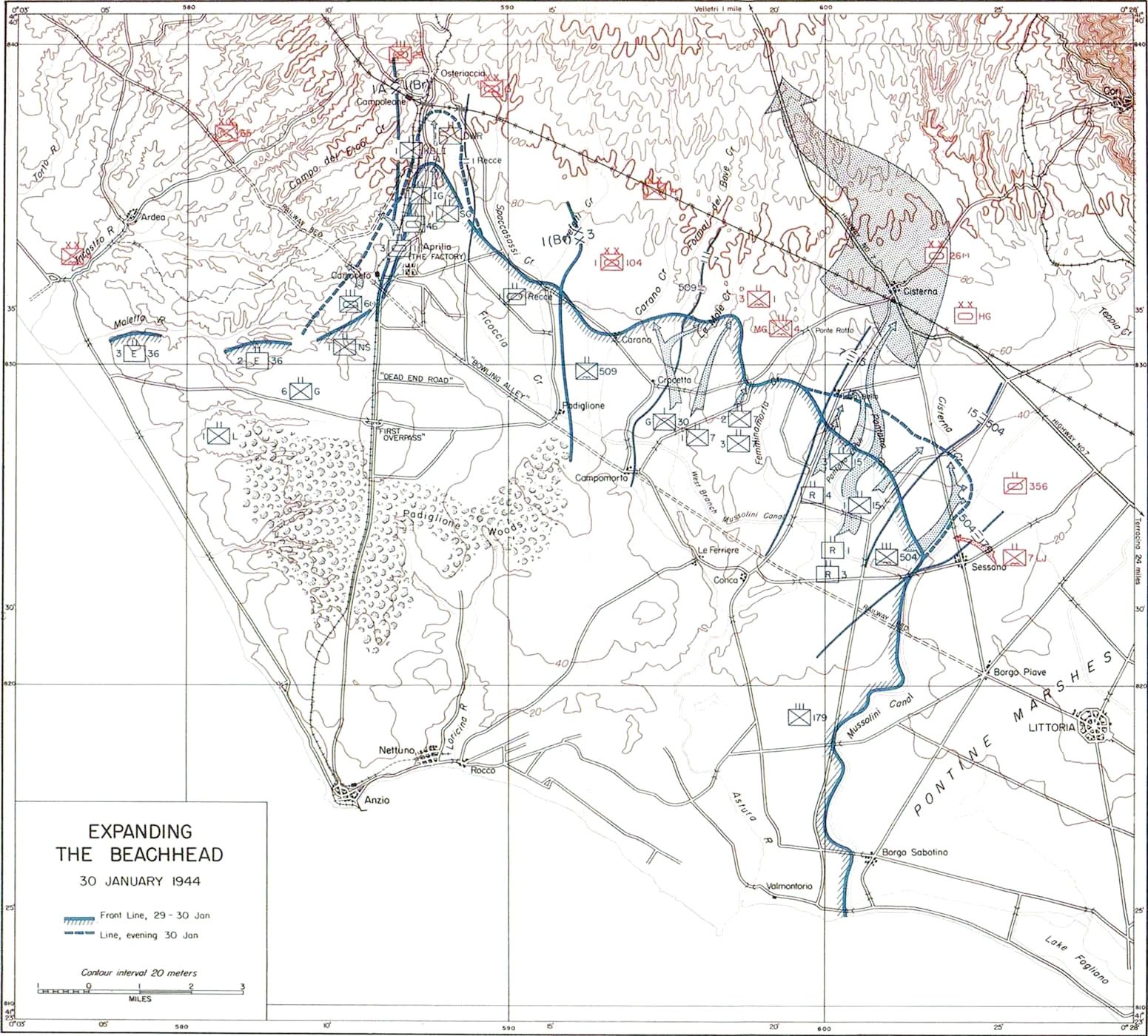
La battaglia di Cisterna raffigurata su una mappa dell'Esercito degli Stati Uniti

 Il 19 marzo, però i tedeschi, forti delle difficoltà alleate, che si erano impantanati, decisero di sgomberare l'abitato, costringendo gli abitanti, (in quello che verrà chiamato l'Esodo Cisternese), a lasciare Cisterna.
Ad aprile, gli americani riuscirono finalmente a sbloccare la situazione e a conquistare Aprilia. A maggio, raggiunti dai rinforzi, le forze alleate sferrarono una dura offensiva (Operazione Buffalo). I tedeschi crollarono all'altezza di Borgo Sabotino e si videro costretti a cedere Littoria e si arroccarono su Cisterna. Gli Alleati, concentrarono qui i loro sforzi e dopo una battaglia durissima riuscirono ad entrare a Cisterna. I tedeschi si rintanarono allora dentro Palazzo Caetani ma alle prime ore del pomeriggio del 25 maggio, si arresero agli Americani. Cisterna e l'intero Agro Pontino erano completamente liberati ma la città era rasa al suolo con quasi il 96% degli edifici distrutti.

### Dal dopoguerra ad oggi
(Padre Eugenio Caldarazzo)
La ricostruzione della città avvenne abbastanza velocemente, seppur in maniera caotica e disordinata. In seguito, per arginare il caos edilizio, fu avviata la costruzione di un nuovo quartiere, lungo via Primo Maggio, a est di piazza XIX Marzo. Il nuovo quartiere sorse in condizioni disagiate e ad alta densità abitativa, tanto che i cisternesi lo ribattezzarono "Shanghai" (in dialetto Sciangai) come l'omonima città cinese, allora fra le più popolate al mondo.
A partire dagli anni settanta, Cisterna conobbe un forte sviluppo economico e demografico, dovuto prevalentemente all'insediamento della città nell'area tutelata dalla Cassa del Mezzogiorno che favorì la trasformazione della città in centro industriale e attirò un notevole flusso di popolazione da tutte le regioni d'Italia.

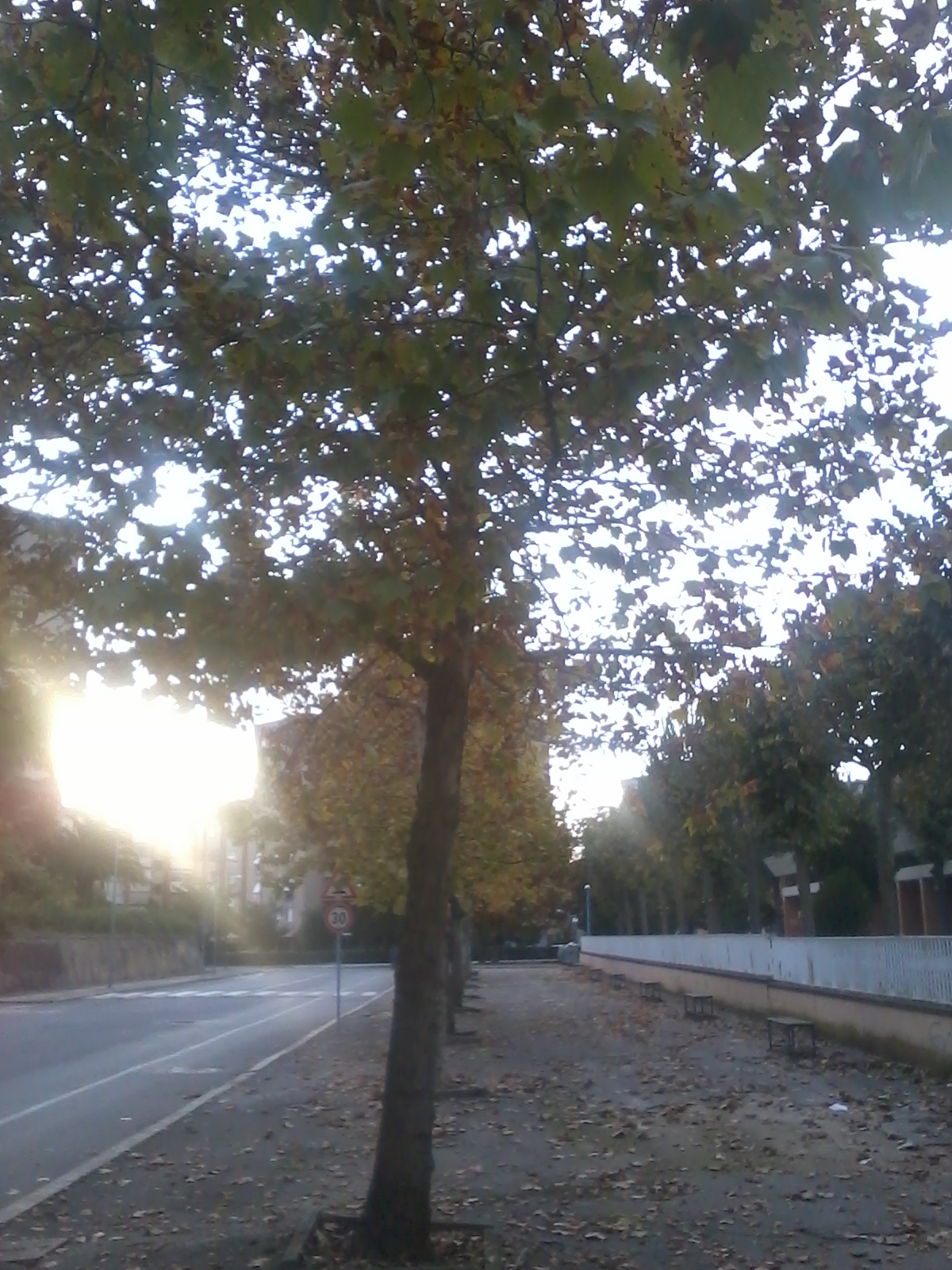
Via Vittime del Terrorismo, nel quartiere di San Valentino che iniziò a sorgere a partire dagli anni Settanta per contenere il boom demografico della città

La sua popolazione passò dalle 7.000 unità degli anni quaranta a 20.000 negli anni settanta e ai 30.000 degli anni ottanta. Il massiccio sviluppo demografico portò necessariamente ad una notevole espansione urbanistica dell'abitato che si allargò in tutte le direzioni, con la nascita di numerosi nuovi quartieri alla periferia della città. A partire dal 1975 la crescita fu finalmente regolata attraverso l'approvazione del primo Piano Regolatore Generale che regolò principalmente l'espansione con lo sviluppo e la costruzione del quartiere San Valentino a nord-est del centro.
Sempre negli anni settanta furono avviate in città importanti progetti di sperimentazione agricola con lo sviluppo di coltivazioni specializzate fra cui la più fortunata fu quella del kiwi, produzione del quale Cisterna detiene tuttora il primato nazionale.
Negli anni novanta, la città ha risentito della crisi industriale che ha investito l'area dell'Agro Pontino, dovuto soprattutto alla chiusura degli stabilimenti industriali del territorio, a causa dell'abolizione della Cassa del Mezzogiorno e dei privilegi fiscali che ne derivavano.

### Simboli
Lo stemma e il gonfalone sono stati riconosciuti con decreto del Capo del Governo del 14 aprile 1938.

### Onorificenze
Cisterna di Latina è tra le città decorate al valor militare per la guerra di liberazione, insignita della medaglia d'argento al valor militare per i sacrifici delle sue popolazioni e per l'attività nella lotta partigiana durante la seconda guerra mondiale ed inoltre della medaglia d'argento al valor civile:

## Monumenti e luoghi d'interesse

### Architetture religiose
Chiesa di Santa Maria Assunta in Cielo

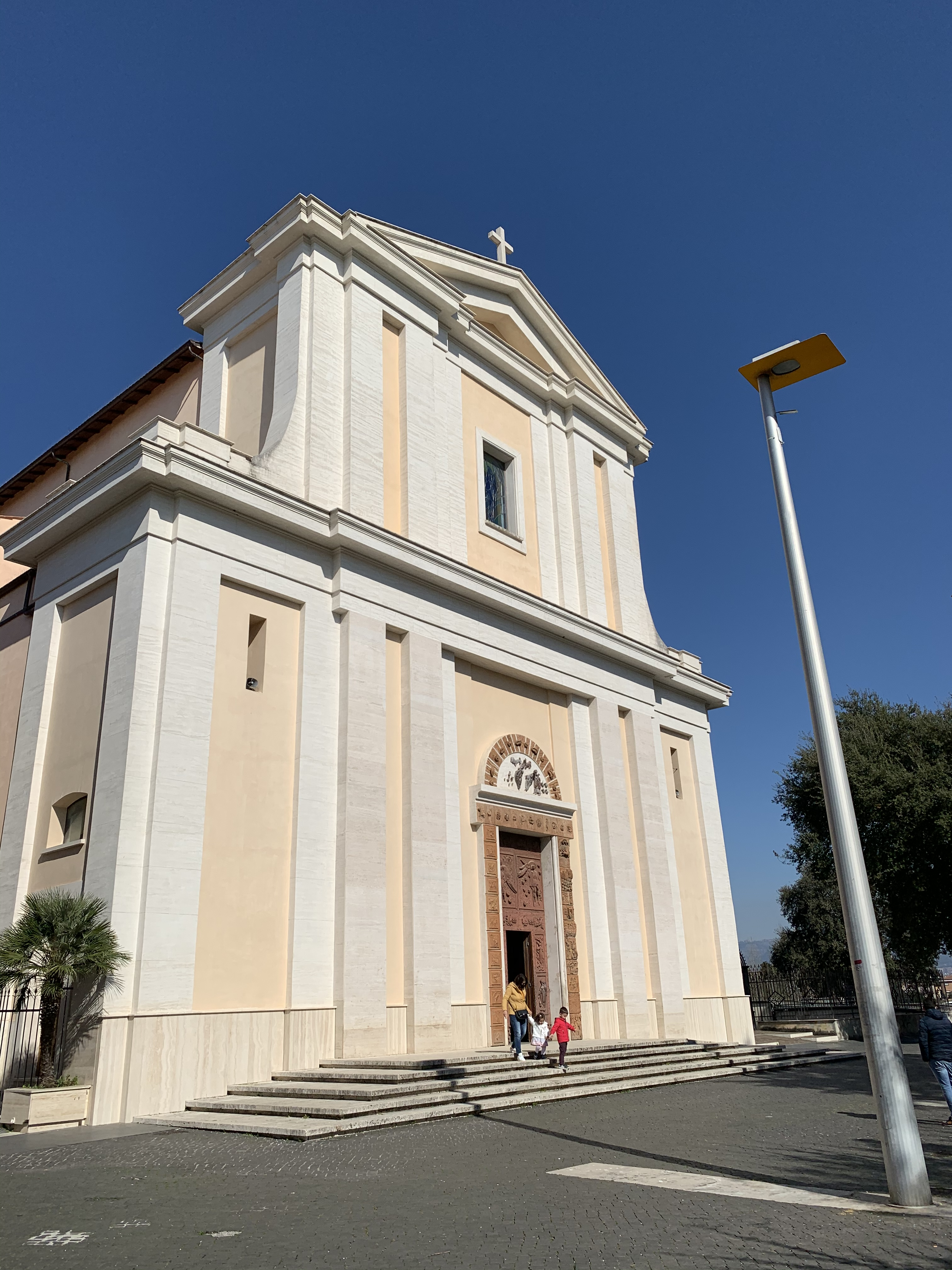
La chiesa di Santa Maria Assunta

L'attuale edificio della Chiesa di Santa Maria Assunta è il frutto delle ricostruzioni effettuate dopo le distruzioni della seconda guerra mondiale. La nuova chiesa, ha mantenuto l'antico aspetto neoclassico in uno spazio a navata unica affiancato da due file di cappelle intercomunicanti. È sopravvissuta una statua marmorea del patrono San Rocco, della scuola del Canova e un crocifisso ligneo del XVIII secolo.
Ex Convento di Sant'Antonio Abate (Il Mulino)

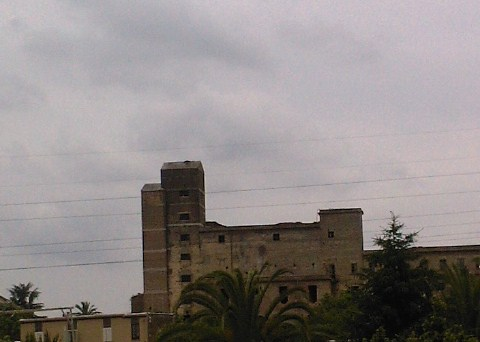
L'ex convento di Sant'Antonio Abate

L'edificio, in stato d'abbandono, contiene affreschi di interesse storico realizzati da Girolamo Siciolante da Sermoneta e dai fratelli Federico e Taddeo Zuccari. Il complesso comprende una chiesa del XVI secolo con affreschi raffigurati scene tratte dal Vangelo (in particolare la conversione degli Apostoli); v'è inoltre un chiostro al centro dell'edificio, ornato da affreschi coperti parzialmente da intonaco e rappresentanti, probabilmente, la vita di San Francesco. Sotto il complesso si stende inoltre una rete di grotte e cunicoli inesplorati simili a quelli di Palazzo Caetani e probabilmente collegati ad essi.
Chiesa di San Francesco d'Assisi

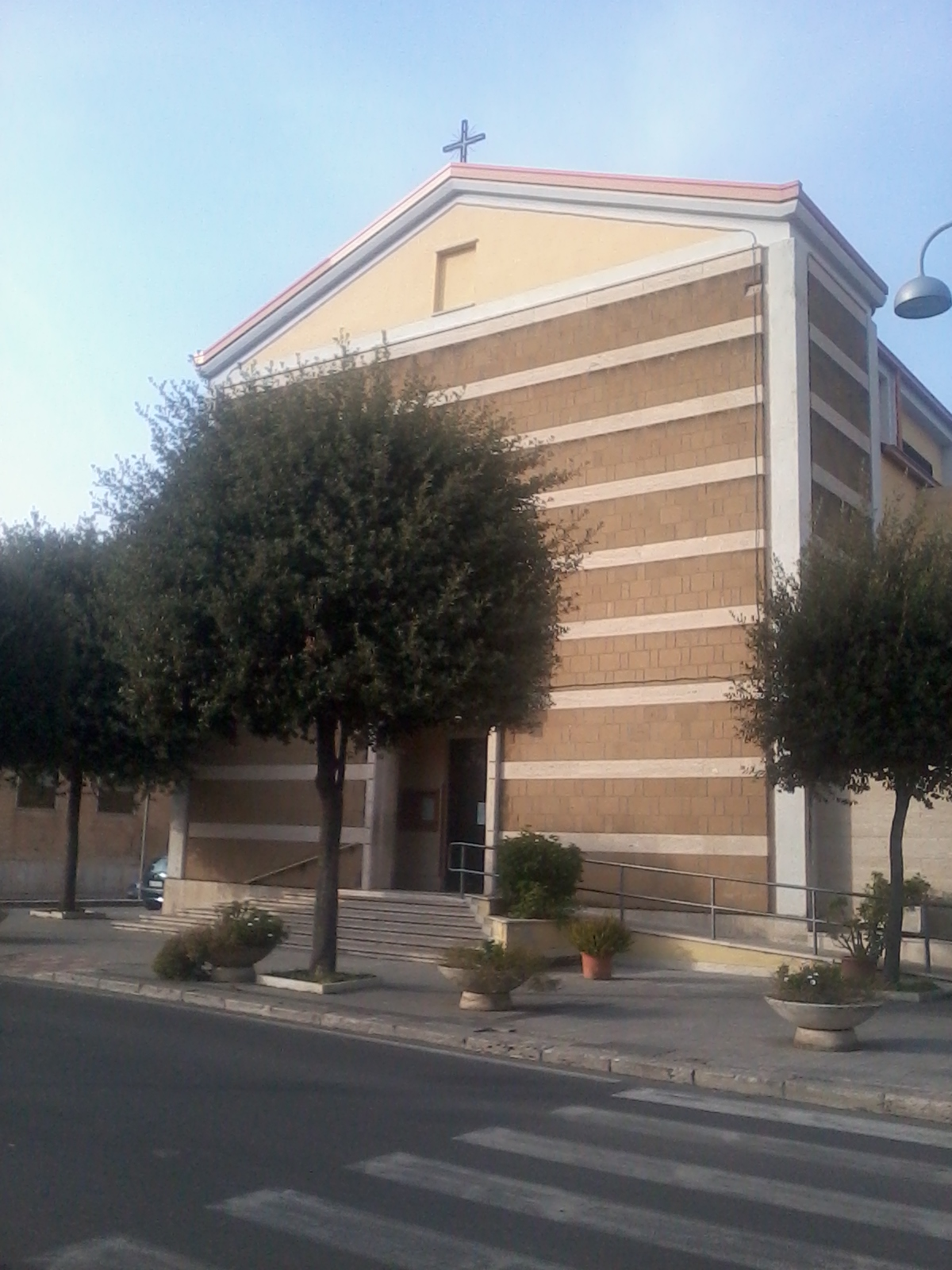
Facciata della chiesa di San Francesco

La chiesa di San Francesco d'Assisi è un edificio moderno, dai lineamenti semplici e geometrici, fu progettata dall'architetto Gaetano Rapisardi. Era abbellita all'interno da pitture a mano sul tema dell'Eucaristia poi cancellate da un restauro del 2014.
La chiesa fu costruita dopo la seconda guerra mondiale, quando l'incremento demografico della città rese necessaria l'istituzione di una seconda parrocchia. Il 15 luglio 1952 il consiglio comunale donò alla curia vescovile il terreno nel quartiere della Stazione ricevendo in cambio le aree dove sorgevano tre chiese del centro storico ormai distrutte.
La chiesa fu consacrata il 7 novembre 1963.
Chiesa di San Valentino

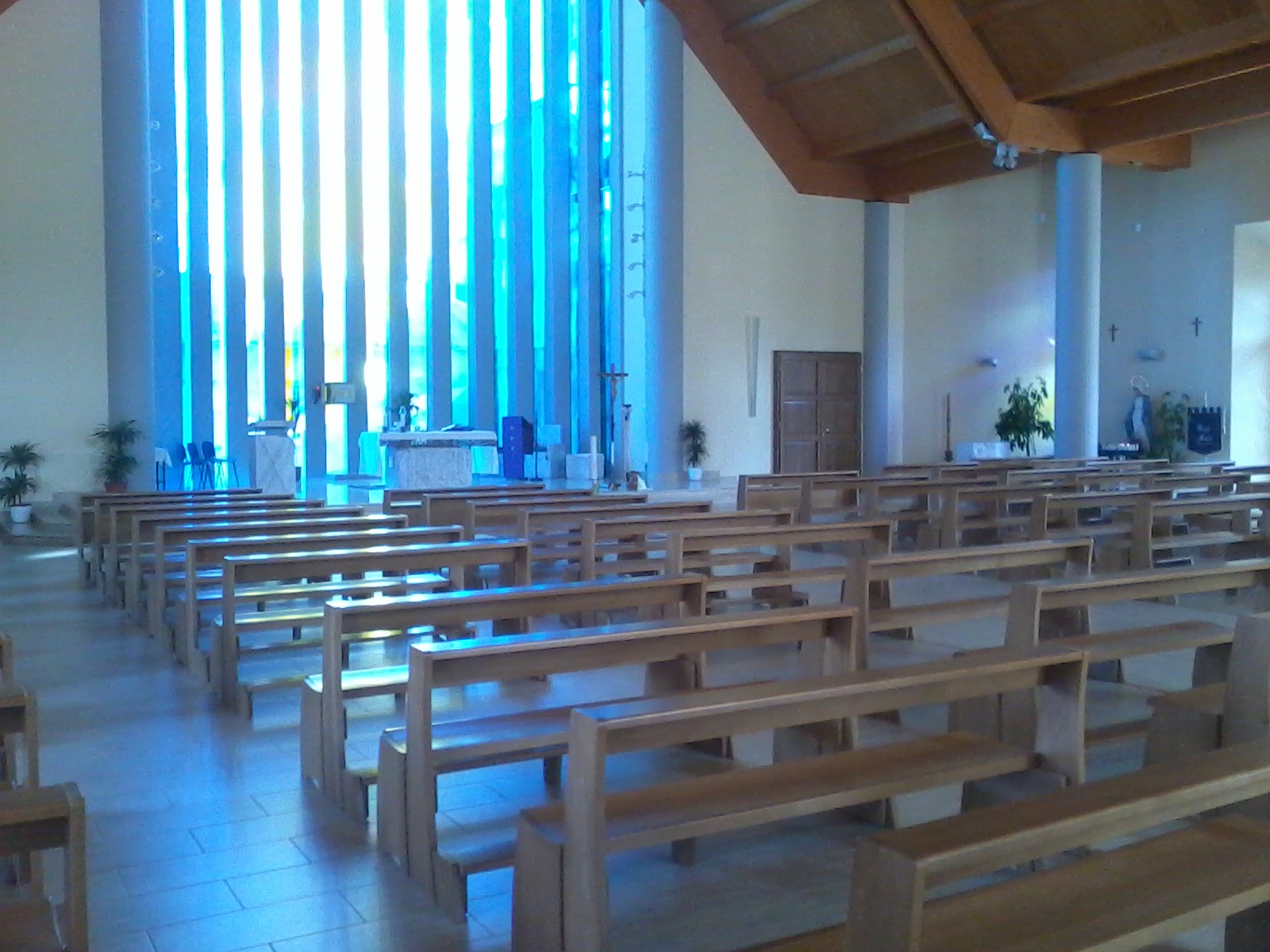
Interno della chiesa di San Valentino

La chiesa di San Valentino sorge al centro dell'omonimo quartiere, lungo via Giovanni Falcone.
Consacrata il 12 dicembre del 2010 (la parrocchia invece fu istituita il 30 ottobre 1986) ha una facciata a capanna e linee essenziali. L'abside è interamente coperto da una vetrata raffigurante un sole nel cielo, metafora della luce di Dio e realizzata dall'artista veronese Albano Poli.
Chiesa della Madonna dell'Olmo
La chiesa sorse alla fine degli anni cinquanta per iniziativa della comunità di Olmobello, un piccolo borgo agricolo sorto dopo la bonifica dell'Agro Pontino.
La chiesa ospita un dipinto donato dalla Basilica di Santa Maria dell'Olmo di Cava de' Tirreni nonché un'antica statua lignea di San Francesco d'Assisi proveniente dal convento abbandonato di Sant'Antonio.
Monastero Tibetano di Via Tivera
Inaugurato il 23 luglio 2010, nella campagna della città (precisamente in località Quattro Strade), il monastero tibetano è il secondo più grande d'Italia dopo quello di Cecina e vi vive stabilmente una piccola comunità di monaci buddhisti.

### Architetture civili
Palazzo Caetani

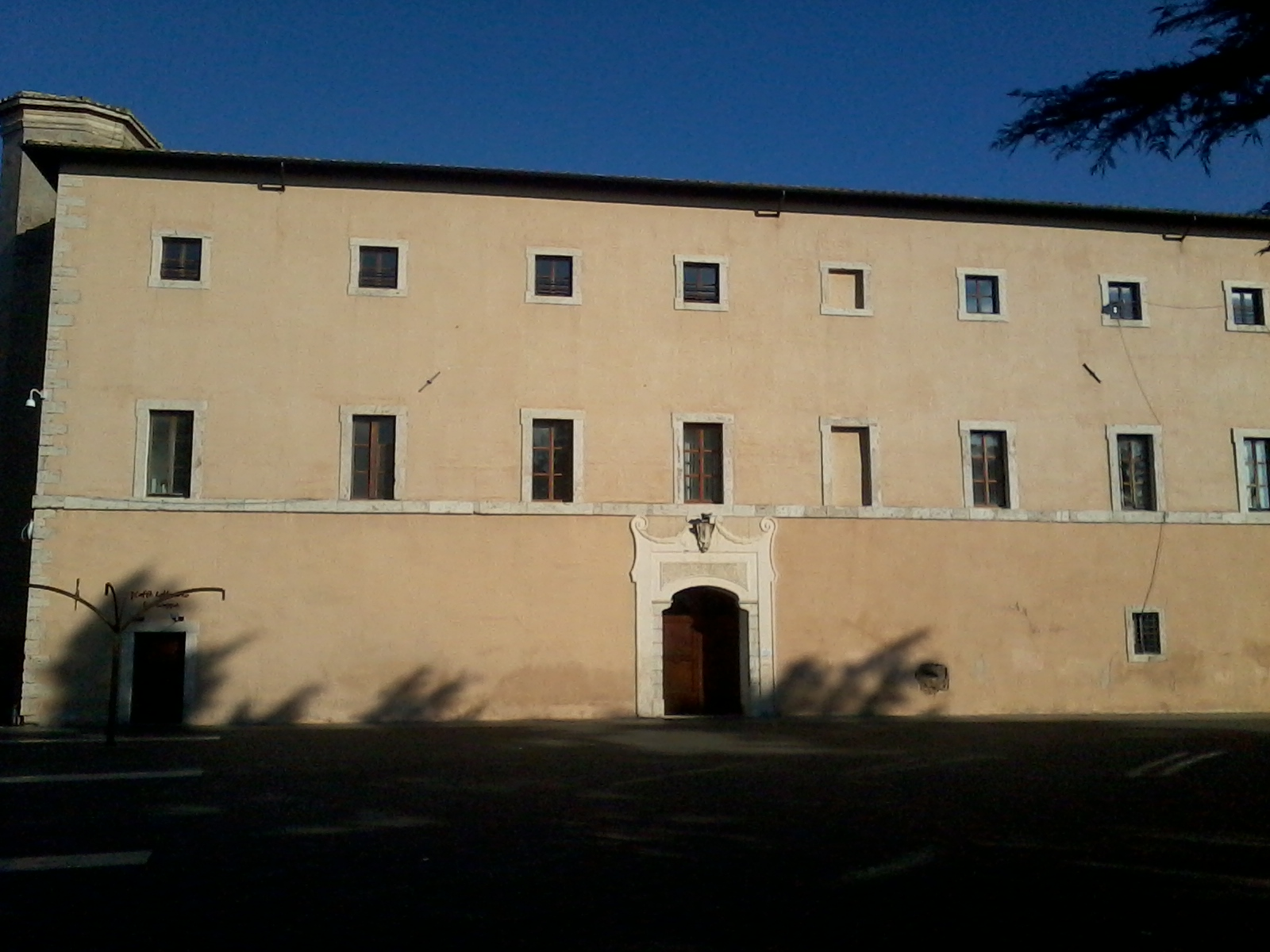
La facciata di Palazzo Caetani su Piazza XIX Marzo

Palazzo Caetani fu costruito nel 1560, per volontà di Bonifazio Caetani, e venne ultimato nel 1574. Il palazzo, i cui lavori furono diretti dall'architetto Francesco da Volterra fu fatto erigere sulle rovine dell'antica rocca dei Frangipane, di cui ha inglobato una torre quadrata in pietra, l'unico edificio sfuggito alle devastazioni precedenti.
Danneggiato dai bombardamenti della seconda guerra mondiale, conserva affreschi dei fratelli Zuccari e di Girolamo Siciolante da Sermoneta. Nei suoi sotterranei si snodano le misteriose Grotte di Palazzo Caetani, di cui non si conosce l'esatta estensione e lo scopo per cui furono create ma che diedero rifugio alla popolazione durante la guerra.
Palazzo del Comune
Il Palazzo del Comune (che i cisternesi chiamano più familiarmente "comune vecchio") è un edificio risalente alla metà del XIX secolo e sede del Municipio fino al 2001, quando fu inaugurata la nuova sede del Palazzo dei Servizi, a pochi metri di distanza e più idoneo alle esigenze della città.
Il Palazzo oggi ospita la sede centrale della Polizia municipale, del Corpo forestale dello Stato e di alcuni associazioni onlus.
Palazzo Calabresi

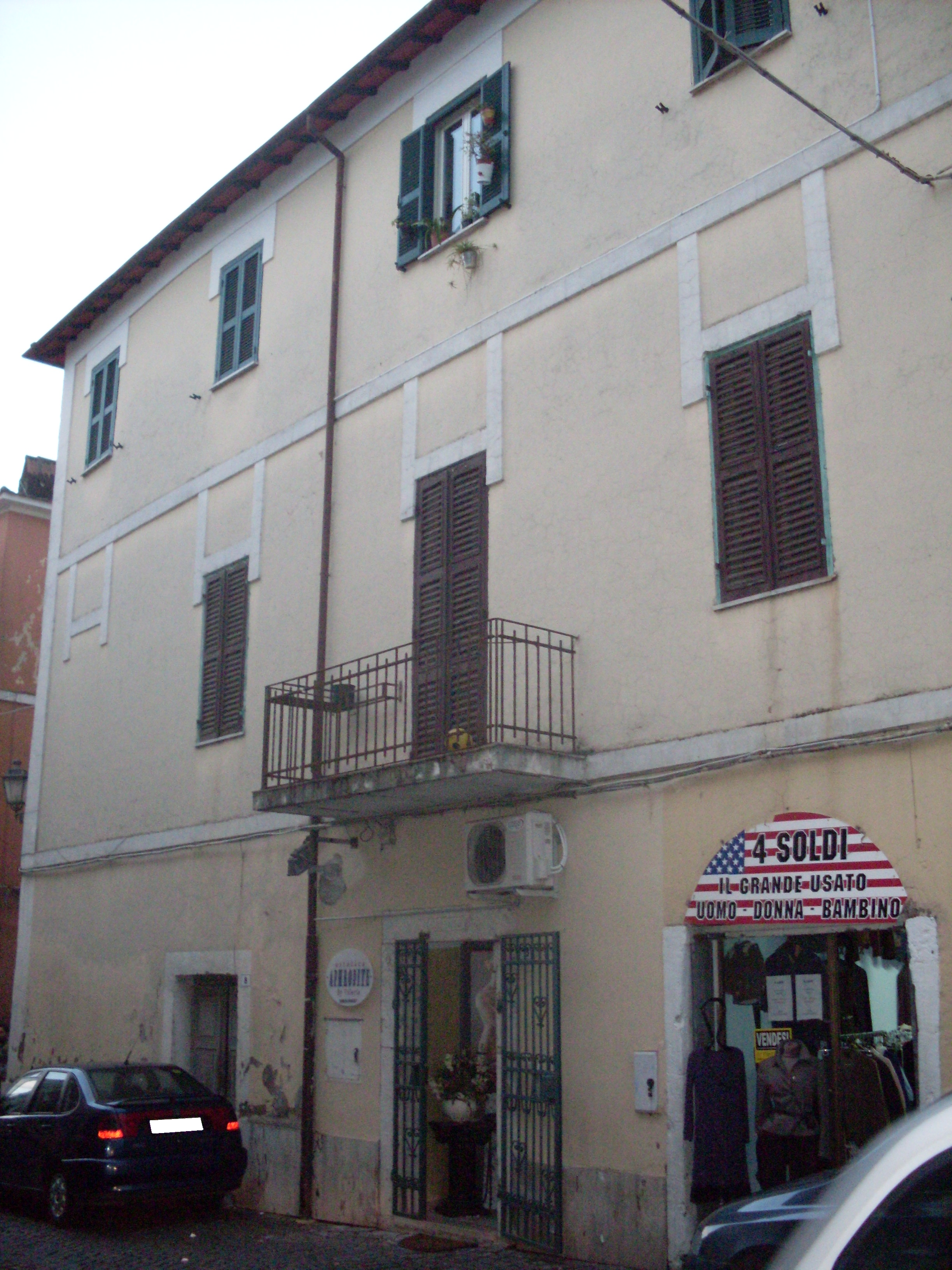
Palazzo Calabresi: facciata su via Garibaldi

Appartenuto alla famiglia Calabresi nel XVIII-XIX secolo, è oggi uno dei pochi palazzi gentilizi rimasti a Cisterna dopo gli ultimi eventi bellici. Presente in via Garibaldi, angolo via Paliani, si presenta con una struttura di fondazione risalente al XVI secolo con successivi interventi.
Palazzo Renzi

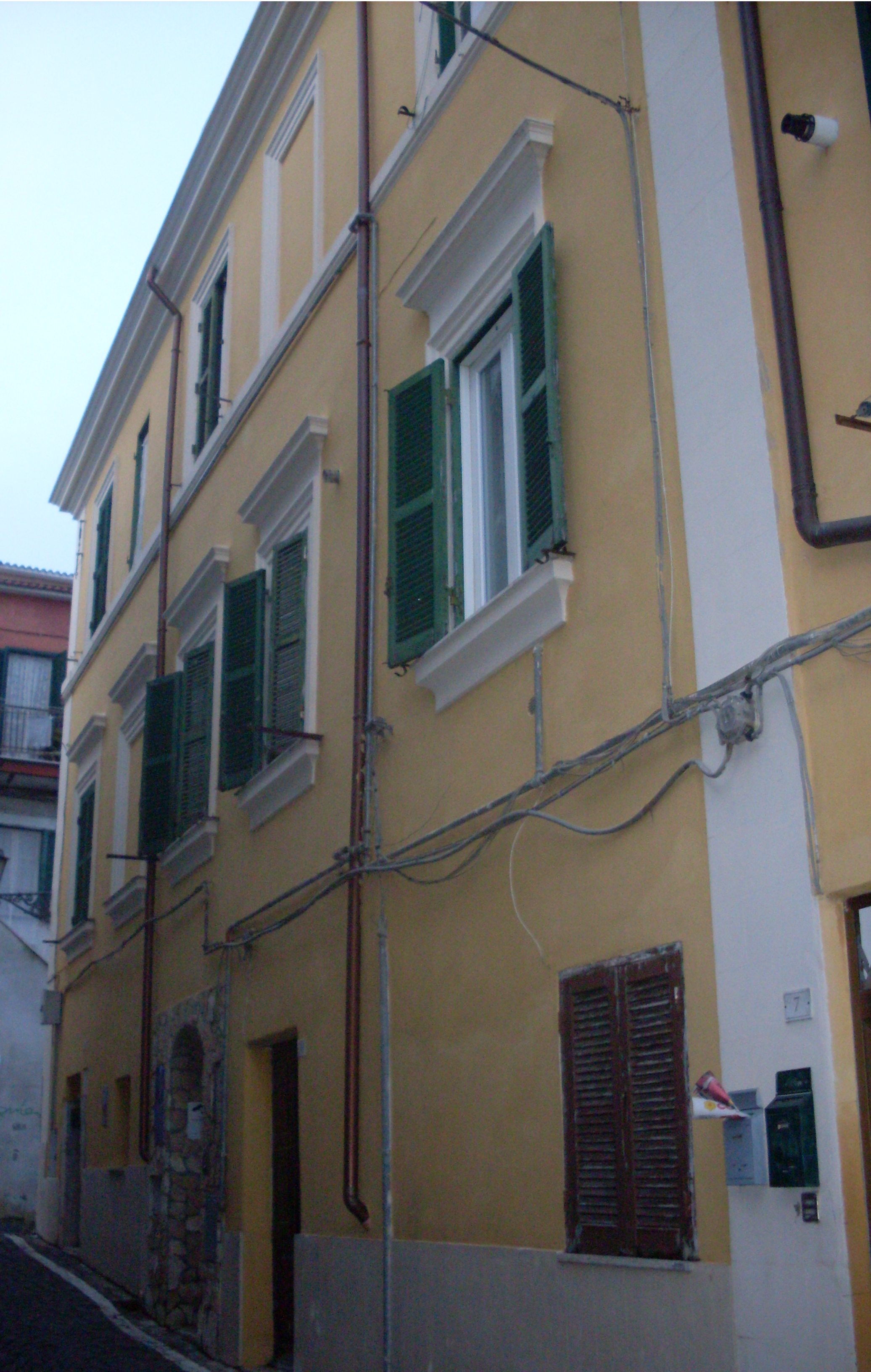
Palazzo Renzi: facciata Sud

Sempre in Via Garibaldi, angolo via dei Fiori, si trova Palazzo Renzi, apparentemente in stile classicheggiante settecentesco ma di fondazione almeno cinquecentesca, come risulta essere l'intero borgo di Cisterna. Appartenne alla facoltosa famiglia Renzi, imparentata con le altre famiglie notabili locali.
Palazzo della Confraternita delle Anime del Purgatorio

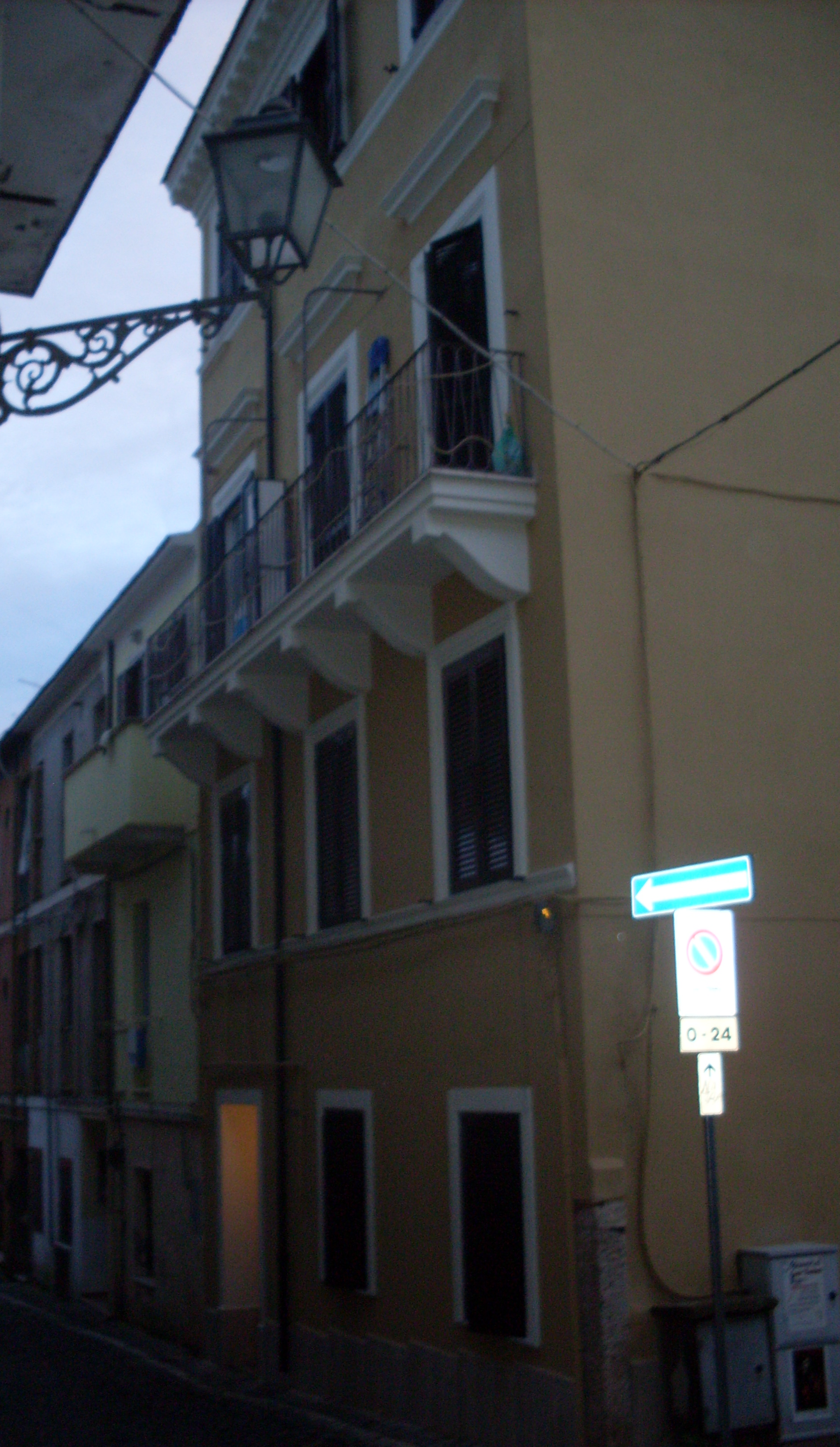
Palazzo della Confraternita del Suffragio

È un edificio di cui poco rimane. Si trova in via dell'Anello, angolo via Garibaldi, ed è in stile classico con cornicione tardo-settecentesco. Dai fregi che riporta è un esempio di architettura piuttosto rara nel tessuto urbano di Cisterna, considerando che poche erano le famiglie nobili della città. Appartenne alla Confraternita delle Anime del Purgatorio.
Casa Sciara
Presente su via Ugo Bassi, è una casa del tardo Cinquecento rifacentesi allo stile classico campestre di Palazzo Caetani, dal quale diverse abitazioni traggono ispirazione. Presenta un grande arco in travertino al centro, che permette l'accesso agli appartamenti sovrastanti. Le finestre recano architravi in travertino piuttosto semplici ma ben inseriti nel complesso. Purtroppo l'edificio presenta un avanzato stato di deperimento.
Casa Montani
È una casa cinquecentesca con arco lavorato e cortile interno con pozzo, piuttosto rimaneggiata, presente su via Lauretana.

### Altro

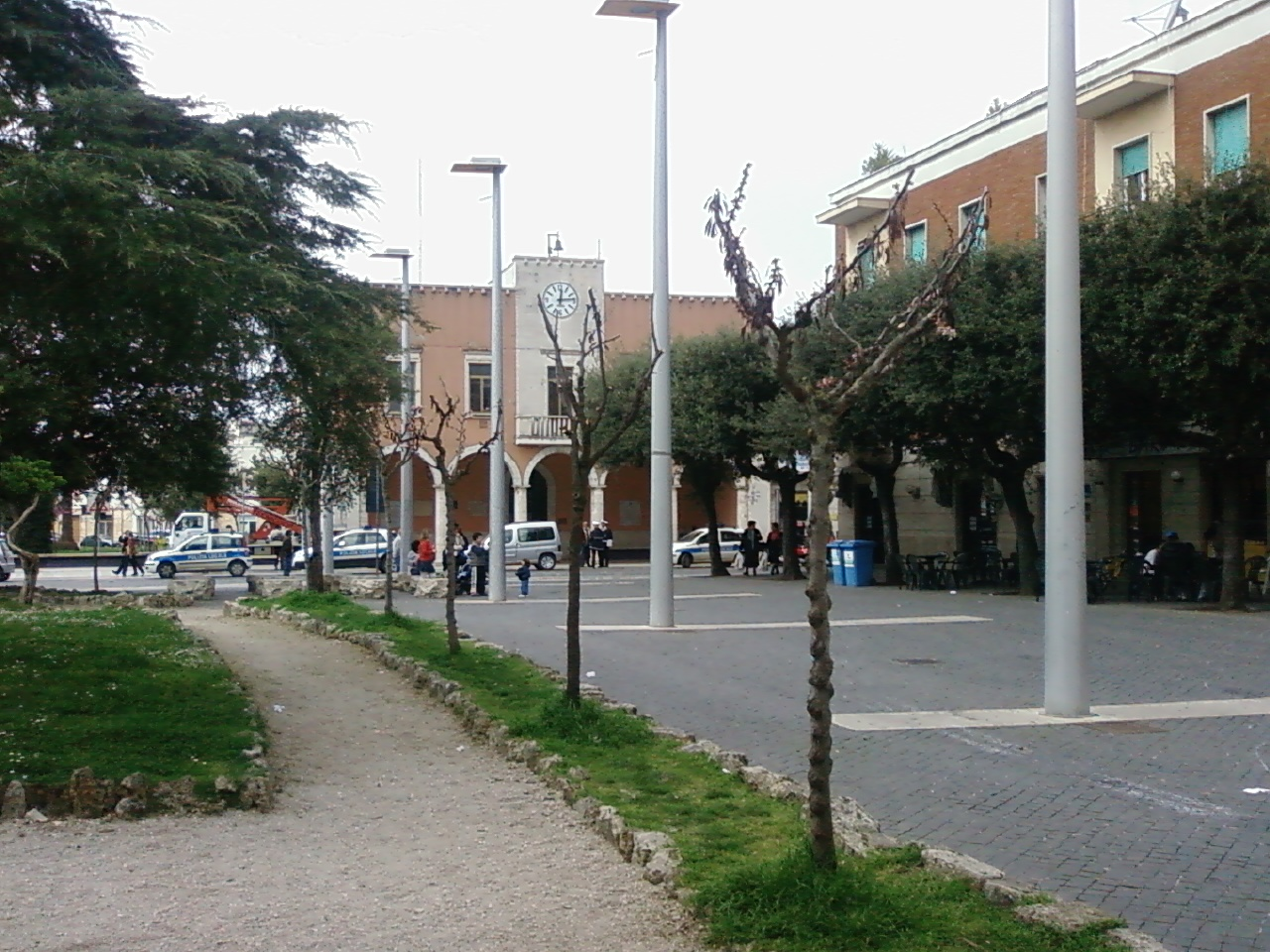
Piazza XIX Marzo
Piazza XIX Marzo è il cuore di Cisterna. Vi si affaccia il Palazzo Caetani, la chiesa di Santa Maria Assunta ed è attraversata dal Corso della Repubblica. Al centro si trova un piccolo giardino con la statua della Fontana Biondi, simbolo cittadino.
L'attuale piazza iniziò ad emergere nel XIV secolo durante i lavori di riqualificazione urbanistica promossi dalla famiglia Caetani. L'area che congiungeva l'Appia al borgo fu trasformata in una zona di sosta per i cavalli; intorno fu costruita la chiesa di Santa Maria Assunta e una stazione postale (l'edificio ampliato a inizio Novecento corrisponde con numerosi rimaneggiamenti al vecchio palazzo comunale). La zona diventò una vera e propria piazza nel XVIII secolo, quando sul lato sud sorse un deposito di grano (trasformato in Consorzio Agrario, fu demolito nel 1993).
Nel XIX secolo la piazza conobbe nuove sistemazioni in occasione della visita di papa Pio IX. Nel 1883 furono realizzati il giardino centrale e la Fontana Biondi. La fontana fu fatta edificare da Menotti Garibaldi, al quale fu dedicata la piazza fino al 1946.

In anni recenti la piazza è stata mattonata in selci e chiusa al traffico. Gli interventi hanno però suscitato aspre polemiche per l'apparente snaturamento dell'originale impianto ottocentesco, già segnato dalla costruzione a lato della chiesa del Palazzo dei Servizi, edificio moderno che contrasterebbe con il contesto. 

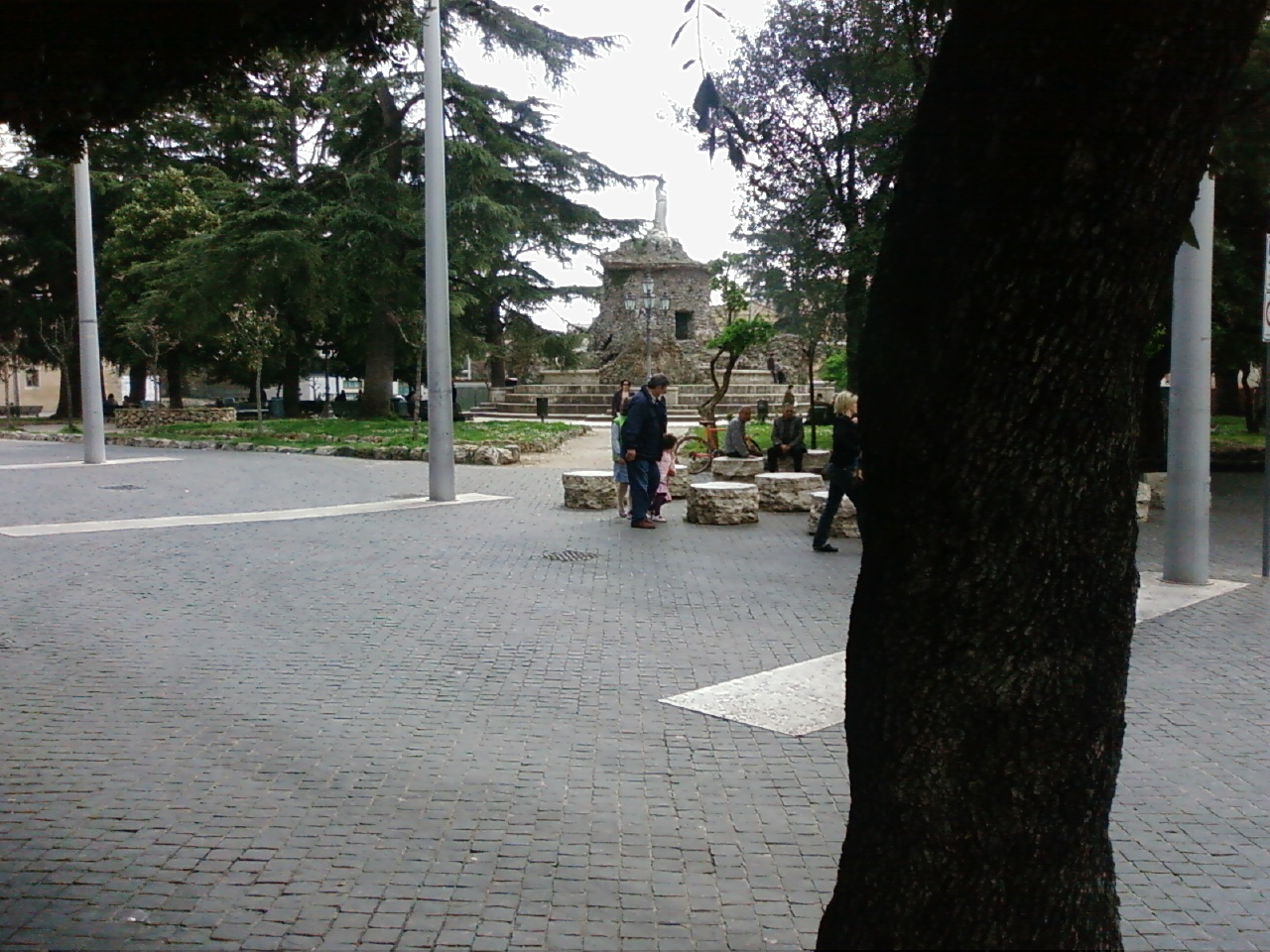
Piazza XIX Marzo, vista dal Corso dopo la recente sistemazione urbanistica

 Fra le voci che si sono alzate, vi è stata anche quella del noto critico d'arte Vittorio Sgarbi, all'epoca sottosegretario ai Beni Culturali che dichiarò: 
La piazza, prende il nome dal 19 marzo 1944, giorno in cui la popolazione civile fu costretta dai tedeschi ad abbandonare le proprie case, dopo che fu dato l'ordine di "sfollare la città".
Fontana Biondi
La Fontana Biondi fu realizzata nel 1885 dallo scultore Ernesto Biondi, su una precedente costruzione, eretta in tutta fretta, in occasione della visita di papa Pio IX nel 1863. La statua, raffigura una divinità romana (la dea Feronia), che impugna nel braccio destro un ramo d'ulivo ed ha, incatenato ai suoi piedi, un demone, simbolo della malaria. Negli anni cinquanta, la statua fu posta su una base granitica, che simula una piccola montagna con grotte e anfratti. È considerata in un certo senso, il monumento-simbolo della città.

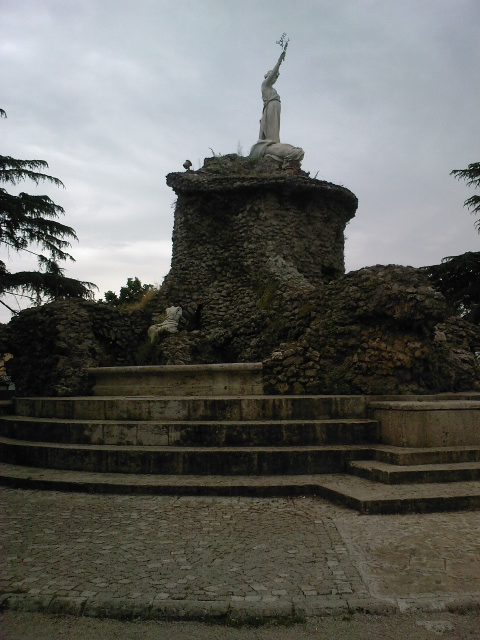
La Fontana Biondi

La fontana era però precedente alla statua: Menotti Garibaldi, figlio di Giuseppe eletto deputato per il collegio di Velletri-Cisterna, era rimasto stupefatto nello scoprire che la gente di Cisterna beveva direttamente dalla palude e perciò fece costruire nel 1872 la fontana, facendovi arrivare l'acqua di una sorgente nei pressi di Ninfa.
Corso della Repubblica
Corso della Repubblica, già corso Umberto I, è l'arteria principale di Cisterna, ricalcando il percorso della Via Appia Antica, che attraversa l'abitato. Il corso, già da prima della limitazione al traffico attivata negli ultimi anni, è luogo di ritrovo e incontri per molti cisternesi.
Centrale Idroelettrica
Situata all'interno dei Giardini di Ninfa
Antico Mulino Luiselli
Edifico del 1568, in seguito divenne il Convento di San Antonio dei frati francescani, dal 1936 al 1970 adibito a Mulino di grano.
Mulino ad Acqua
Situato all'interno dei Giardini di Ninfa
Monumenti e luoghi d'interesse
- Monumento ai caduti di tutte le guerre. Il monumento sorge nell'omonima piazza, sul lato destro del Palazzo del Comune. Il primo stabile, fu realizzato in bronzo nel 1925, per onorare i caduti della prima guerra mondiale e rappresentava un soldato ferito, sorretto da un angelo. In seguito all'autarchia, decisa dal fascismo, il monumento fu fuso e al suo posto vi fu elevata una semplice stele marmorea. Distrutta durante la seconda guerra mondiale, vi fu eretto un nuovo monumento negli anni cinquanta, sempre in marmo.
- Monumento alle vittime civili della seconda guerra mondiale ("Lo scrigno della memoria"), in granito e pietre colorate, opera dello scultore Giuseppe (Peppino) Quinto. Rappresenta uno scrigno di forma cubica posto in sottile equilibrio su un vertice; in esso è conservata la memoria del passato; è stato inaugurato nel 1995.
- Monumento in memoria dell'esodo cisternese. Il monumento ricorda tutti i cisternesi costretti a lasciare le loro case dai tedeschi dopo il 19 marzo 1944. È una lastra in bronzo ed è posta in Piazza Caetani.
- Monumento ai marinai d'Italia. Costruito nel quartiere Mariotti, il Monumento è dedicato ai tanti marinai cisternesi che morirono durante la seconda guerra mondiale.
- Monumento ai bersaglieri d'Italia. Costruito nel quartiere di via I Maggio, il monumento raffigura un bersagliere in bronzo ed è stato inaugurato nel 2002, in occasione delle cerimonie del 25 aprile.
- Monumento agli aviatori d'Italia. Inaugurato a San Valentino nel 2010 è costituito da un piccolo aereo donato dalla base dell'Aeronautica Militare di Latina Scalo.
- Monumento a Salvo D'Acquisto e ai Caduti di Nassiriya. Il monumento a Salvo D'Acquisto, opera dello scultore veliterno Giancarlo Soprano, è stato inaugurato nel settembre 2003, in occasione del sessantesimo anniversario dell'eroica morte del carabiniere. In seguito alla strage dei militari italiani a Nasiriyya, nel novembre del 2003, il monumento è stato dedicato anche a questi ultimi.
- Monumento ai Bonificatori. Inaugurato nel settembre 2007, il monumento ricorda le migliaia di persone cadute sul lavoro, durante le opere di bonifica.
- Monumento ai Caduti sul Lavoro. Inaugurato nel 2009 su iniziativa degli ex dipendenti della Goodyear dove diversi operai si ammalarono e morirono a causa delle scarse condizioni di sicurezza dello stabilimento,[22] si trova all'entrata della città.

### Siti archeologici

#### Area archeologica di Tres Tabernae
Situata lungo la statale Appia, costituisce il luogo dove era ubicata l'antica città romana.

#### Aree archeologiche di San Valentino-Via Machiavelli
Altri resti risalenti probabilmente all'epoca romana sono stati rinvenuti negli attuali quartieri di San Valentino (in particolare nell'area nord del Parco Giovanni Paolo II dove sono emersi i resti di una strada e di una necropoli) e lungo l'attuale via Machiavelli (strada e mosaici).

#### Area archeologica di Caprifico di Torrecchia
Di grande valore l'area archeologica di Caprifico di Torrecchia, dove sono stati ritrovati resti riferibili a un tempio d'origine volsca dedicato alla dea Minerva. I resti di questo tempio, sono oggi conservati nel Museo della Città e del Territorio di Cori e in altri musei esteri. Il ritrovamento e la localizzazione di questo tempio, tra la via Apiia e l'antica via Setina, ha spinto in molti ad ipotizzare che quest'area, fra l'attuale Cisterna e i Monti Lepini, fosse la sede della mitica città di Suessa Pometia.

#### Area archeologica di Cava Muracci
All'interno di una cava di travertino nei dintorni del quartiere San Valentino sono stati rinvenuti resti di animali risalenti all'epoca preistorica.

### Aree naturali
Giardini di Ninfa
Il Giardino di Ninfa, si trova interamente compreso nel suo territorio comunale, è stato creato sulle rovine della città medievale di Ninfa agli inizi del XX secolo da Gelasio Caetani. In seguito, grazie all'opera dei suoi eredi e oggi della Fondazione Roffredo Caetani, il giardino si è arricchito di numerose piante e alberi provenienti da ogni parte del mondo, creando un'atmosfera idilliaca e richiamando ogni anno, migliaia di turisti. Il quotidiano statunitense The New York Times, lo ha definito il "primo giardino romantico del mondo" mentre l'inglese The Daily Telegraph lo ha inserito nella lista dei dieci giardini più belli del mondo.
Nei pressi dell'oasi è stato ricreato artificialmente l'ambiente delle Paludi Pontine prima delle bonifica, l'area gestita sempre dalla Fondazione Caetani è nota come Riserva del Pantanello e consiste in sei stagni di variabili dimensioni.
Tenuta di Torrecchia Vecchia
Torrecchia Vecchia altrimenti noto in passato come Torricula, a nord della città, fu un castello edificato intorno al 1100, passato nel secolo XIV ai Conti, apparteneva a fine secolo XVIII ai Borghese e venne progressivamente abbandonato. Negli anni ottanta l'area passò nelle mani dell'imprenditore Carlo Caracciolo che trasformò le rovine del castello e del borgo agricolo seicentesco in un giardino privato valorizzato da giochi d'acqua, creazioni floreali, piante particolari e opere d'arte. Ai lavori per la valorizzazione della tenuta, Caracciolo chiamò a lavorare alcuni fra i maggiori artisti del XX secolo come l'architetto Gae Aulenti, il designer del verde Dan Pearson e il pittore Tullio Pericoli. La villa viene aperta in pubblico solo in occasioni particolari. È stata dichiarata "monumento naturale".
Bosco di San Biagio (o del Filetto)
Il Bosco del Filetto è quanto rimane di una riserva di caccia dei Caetani che si estendeva lungo la vasta area oggi compresa fra via Tivera, il quartiere San Valentino e la località Torrecchia.
Nell'ottobre del 1589 vi fu organizzata una sontuosa battuta di caccia in onore di papa Sisto V durante la quale, Onorato Caetani, fece sgorgare il vino dalle querce come fossero fontane.
Il bosco ospita al suo interno una base dell'AGESCI e conserva diverse rovine romane e medievali, probabilmente appartenenti all'antica città di Tiberia scomparsa nel XII secolo. Ospita anche una grotta di travertino.

## Società

### Evoluzione demografica
Abitanti censiti

### Etnie e minoranze straniere
Secondo i dati ISTAT al 31 dicembre 2012 i cittadini stranieri residenti a Cisterna di Latina erano 2 662. Le nazionalità maggiormente rappresentate erano:
1. Romania, 1 003
2. Filippine, 603
3. India, 187
4. Tunisia, 145
5. Moldavia, 100
6. Nigeria, 100
7. Bangladesh, 79
8. Polonia, 60
9. Ucraina, 58
10. Perù, 53

### Lingue e dialetti
Il moderno dialetto cisternese si differenzia dal romanesco per poche caratteristiche, di cui le principali sono la sostituzione dell'articolo italiano il o lo con o (ad es. o camio = "il camion") e per l'utilizzo generalizzato del verbo ausiliario essere in luogo di avere.

### Tradizioni e folclore
- Processione di San Rocco, si tiene tradizionalmente la sera del 15 agosto[25]. Il sacro corteo attraversa tutte le vie principali del centro della città con la partecipazione della locale "Confraternita di San Rocco" i cui membri sfilano ovviamente indossando l'abito della confraternita composto da "sacco" bianco e mozzetta rossa, e provvedono al trasporto a spalla delle statue del patrono e della Madonna, dell'icona del Cristo, e del reliquiario contenente parte di un dito di san Rocco, conservato nella chiesa parrocchiale di Santa Maria Assunta, da dove fu tratto rocambolescamente in salvo durante i bombardamenti della seconda guerra mondiale.

- Corsa all'Anello, si tiene tradizionalmente ad agosto, dove i butteri più bravi si sfidano correndo a cavallo lungo corso della Repubblica, cercando di centrare con una lancia, un anello sospeso[26].

## Cultura
Musei
Palazzo Caetani, al suo interno si trovano la mostra permanente del Buttero e del cavallo,Pinacoteca, raccolta archeologica e la biblioteca comunale.

### Istruzione
L'offerta scolastica di Cisterna arriva fino alla secondaria di secondo grado, con istituti intitolati a personaggi legati alla storia della cittadina: come il già citato ITIC Darby, o l'istituto comprensivo “Monda-Volpi”, in memoria di Dante Monda (1930-1975), quarto sindaco dalla Liberazione, e Alfonso Volpi (1909-1943), capitano e partigiano, medaglia d'oro al valore militare, cisternese d'adozione in quanto vi si trasferì dopo il matrimonio con Antonietta De Fazio. Le scuole medie superiori sono raggruppate all'interno del Campus dei Licei Ramadù (intitolato ad un militare di Cisterna caduto in Afghanistan), suddiviso a sua volta in Polo tecnico, Polo liceale e Polo economico.

### Media
Radio Antenne Erreci fm 97.3
In onda dal 1978,si occupa di musica, cronaca, spettacolo, sport,con programmi di varietà e finestre sulla quotidianità.

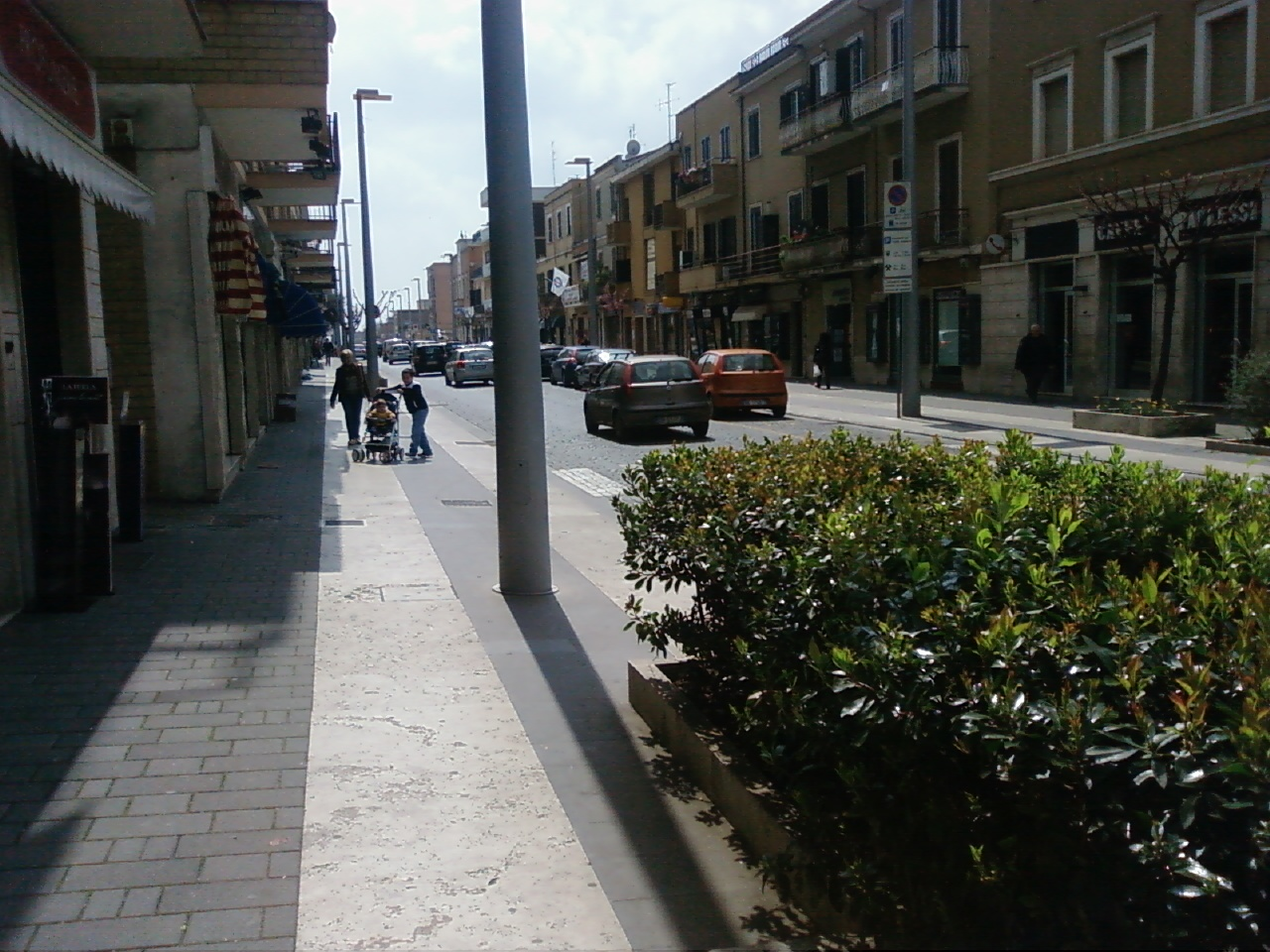
Il tratto centrale di Corso della Repubblica, all'altezza di Largo Silvio Pellico

ed è tra le più longeve emittenti locali su tutto il territorio italiano.

### Eventi
- Fiere dell'Ascensione e della Ricalata, si tengono rispettivamente la domenica dell'Ascensione e la penultima domenica di ottobre. Le due fiere, ricalcano due antiche manifestazioni che si tenevano quando i butteri e i pastori, lasciavano (o vi ritornavano) la palude, vendendo i prodotti ricavati o acquistando gli oggetti di cui avevano bisogno. L'Associazione Butteri Cisternesi, rievoca in occasione delle Fiere i tradizionali rodei, con l'addomesticamento di cavalli selvatici e la mercatura del bestiame.

## Geografia antropica

### Quartieri
Sant'Antonio-La Villa

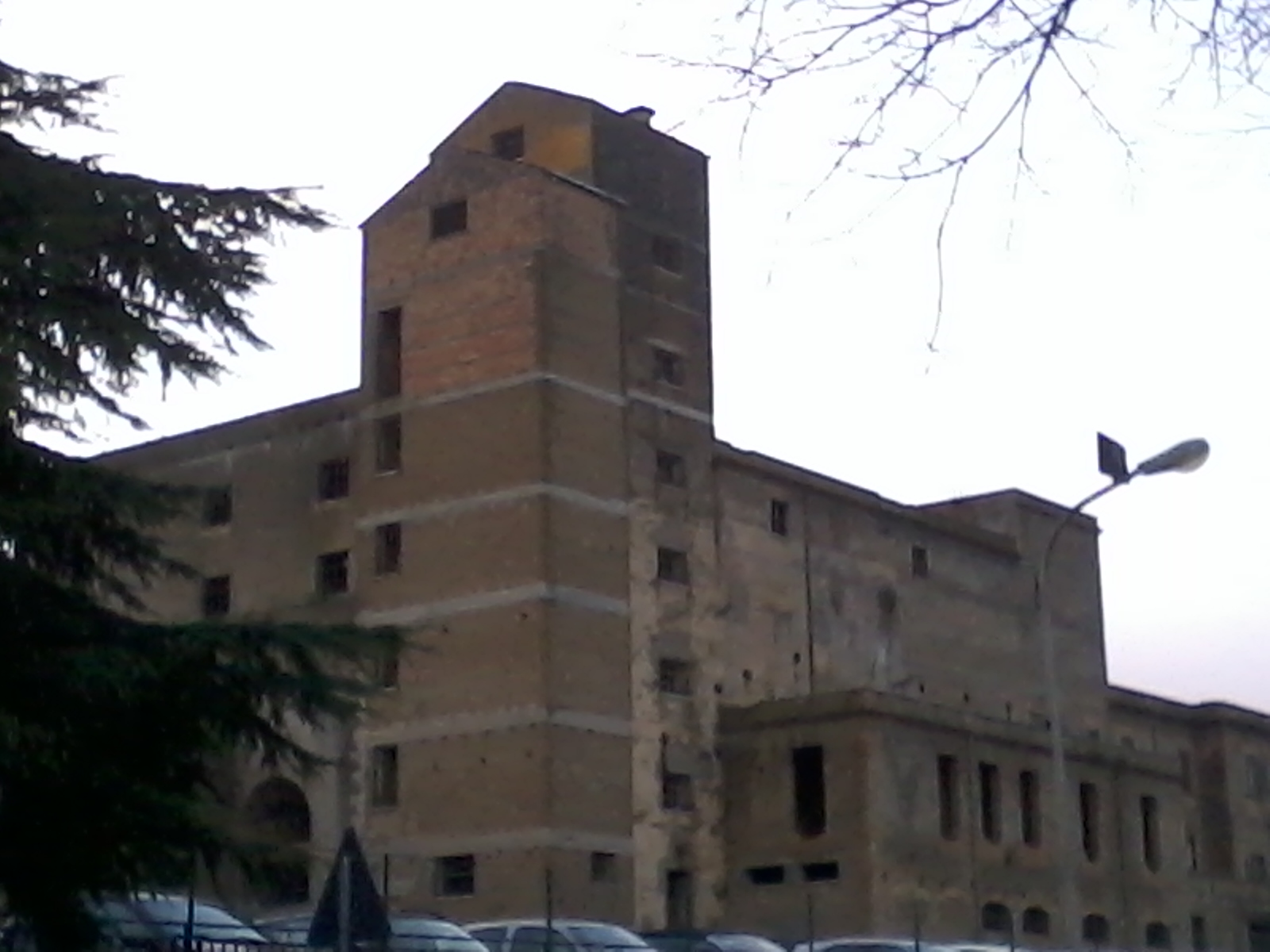
L'ex chiesa di Sant'Antonio, i resti del campanile

Il quartiere comprende l'area settentrionale della città, in direzione Velletri. Comprende la primissima parte di corso della Repubblica, le vie limitrofe e il quartiere sorto lungo via Roma e via Benedetto Croce (località nota anche come La Villa forse per i resti di un'antica dimora di campagna dei Caetani). Il quartiere, area prevalentemente residenziale, ospita il Cimitero cittadino, il monumento ai Caduti sul Lavoro, l'antico convento abbandonato di Sant'Antonio Abate (noto anche come "Il Mulino").
Franceschetti
La zona residenziale prende il nome dalla famiglia proprietaria del bosco che vi sorgeva fino al dopoguerra. Dopo la costruzione delle case, sorte in gran parte abusivamente, a partire dagli anni settanta, dell'antico bosco non è rimasta quasi nessuna traccia. Anticamente era noto come Colle delle Cese.
Le vie riportano, in gran parte, nomi di scrittori e poeti della letteratura italiana o di battaglie della prima guerra mondiale.
Collina dei Pini
Il quartiere che sorge lungo l'Appia (direzione Velletri) prende il nome dai sempreverdi che costeggiano la strada.
Cisterna Vecchia
Cisterna Vecchia è il nome con cui è tradizionalmente denominato il centro storico della città (recentemente si stanno diffondendo, soprattutto in ambito culturale, definizioni alternative come Borgo Antico); quasi raso al suolo nel corso della seconda guerra mondiale, ha conservato comunque alcuni edifici d'interesse storico, oggi utilizzati prevalentemente come sedi di abitazioni private.
Corso
Si chiama quartiere del Corso l'area che si sviluppa lungo Corso della Repubblica (in particolare nel tratto centrale del corso) e le vie e piazze limitrofe. Quartiere già esistente in epoca ottocentesca, quando l'abitato iniziò ad espandersi fuori dalle antiche mura dell'attuale Cisterna Vecchia, fu demolito durante la guerra e ricostruito con edifici moderni.
Sciangai
Soprannominato così per via del grande numero di abitanti (la metropoli cinese di Shanghai era allora la più popolosa città del pianeta) che aveva all'epoca della fondazione, quando sorse per accogliere gli sfollati della seconda guerra mondiale colpiti dai bombardamenti. La costruzione del quartiere fu finanziata dal Piano Marshall, mentre un gruppo di abitazioni (Le casette) furono donate dall'allora sindaco di New York Fiorello La Guardia. Oggi le casette sono state in gran parte demolite, ne sono sopravvissute cinque lungo via Piero Gobetti. Il quartiere si sviluppa essenzialmente lungo Via Primo Maggio, comprendendo anche tutta l'area compresa lungo Via Po, Via Guido d'Arezzo e Via Benedetto Croce, fino all'incrocio con Via Roma. Nel quartiere è presente il Monumento al Bersagliere, che ospita le reliquie di un milite ignoto caduto durante la prima guerra mondiale.

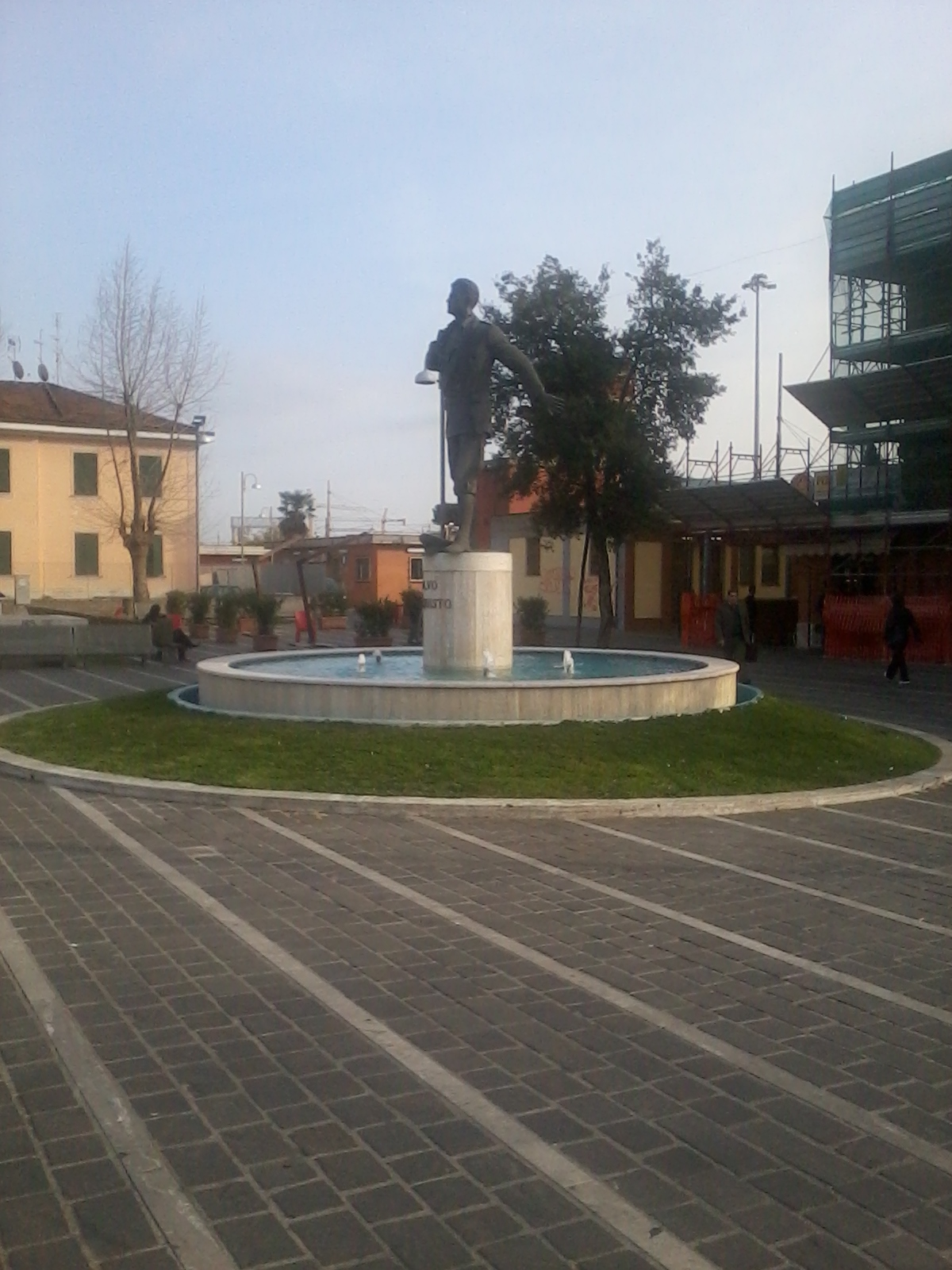
Il monumento a Salvo d'Acquisto, cuore del quartiere della Stazione

Le vie del quartiere sono state dedicate in gran parte ai musicisti classici
Stazione
Il quartiere della Stazione si sviluppa attorno alla fermata delle Ferrovie dello Stato, aperta nel 1924, in un'area all'epoca in aperta campagna. Le prime abitazioni iniziarono a sorgere negli anni trenta e la zona fu rasa al suolo durante la guerra. Ricostruito per ospitare le case del Piano Fanfani degli anni cinquanta, oggi comprende l'intera area fra piazza Michelangelo (la Murgia) e Piazza Cesare Battisti, compresa l'area ad est di corso della Repubblica fra Piazza Battisti e l'incrocio con via Martiri delle Ardeatine. Al suo interno è presente la chiesa di San Francesco d'Assisi, risalente agli anni settanta
I nomi delle vie sono quasi tutte dedicati alla memoria di partigiani e alle vittime di eccidi della seconda guerra mondiale.
Villaggio Mariotti
Il quartiere è essenzialmente una zona residenziale popolare che prende il nome dal primo impresario edile che investì nell'area. Sorto per ospitare gli operai delle industrie che stavano aprendo in città durante il miracolo economico italiano. A partire dagli anni ottanta il villaggio ha iniziato ad ospitare una presenza sempre più consistente di immigrati stranieri, soprattutto dalla Romania, dall'India e dalla Nigeria. Il quartiere comprende tutta l'area ovest di Corso della Repubblica nel tratto fra Piazza Cesare Battisti e il Ponte della Ferrovia, fino a Via Oberdan nonché il tratto iniziale di Via Monti Lepini fino all'incrocio con Viale America.
L'Annunziata

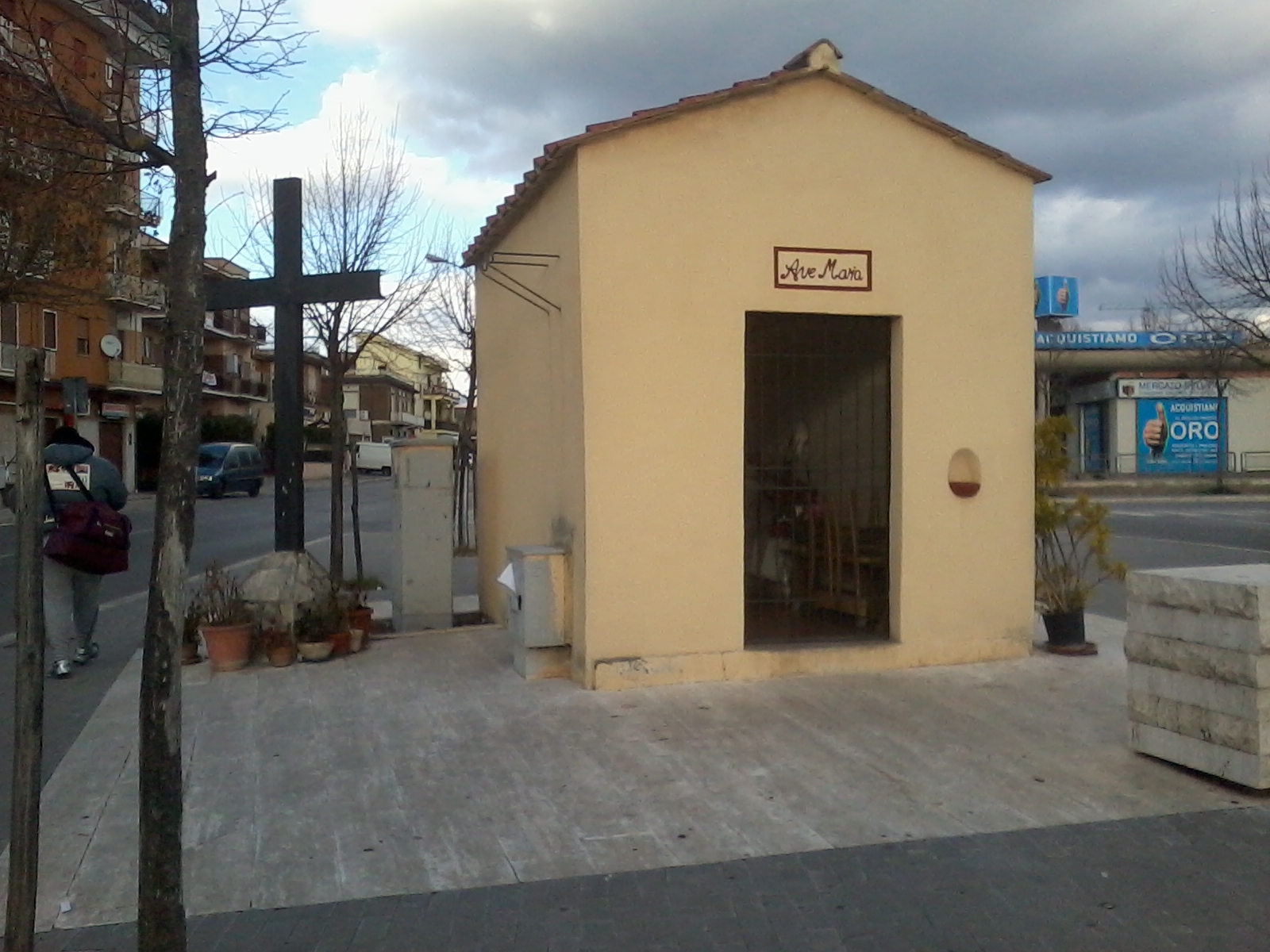
Cappella dell'Annunziata

Il quartiere dell'Annunziata deve il suo nome ad un'antica cappella, tuttora esistente, collocata sul tracciato romano della via Appia e dedicata alla Madonna dove era tradizione che i cisternesi trascorressero la Pasquetta. La cappella potrebbe avere un'origine antica: nel catasto del 1818, esattamente al suo posto, vi è una casa (particella 687) appartenente a Luiselli Filippo fu Pietro e classificata come "casa di proprio uso". Il catasto precisa che la denominazione del terreno era, già allora, "Annunciata". Si ritiene dunque che la cappella sia stata fondata su un precedente luogo di culto dedicato ai Santi martiri Argeo, Narciso e Marcellino che il 1º gennaio del 316 in questo luogo furono decapitati e sepolti fino al IX secolo quando i loro corpi furono fatti prelevare da Papa Leone IV per portarli nella Basilica dei Santi Quattro Coronati a Roma.
L'Annunziata comprende il tratto di Via Monti Lepini, con relative traverse, fra Viale America e Via Machiavelli, la zona residenziale sorta nei pressi dell'Istituto Tecnico Superiore Darby, l'area di Porta Agrippina, ai confini con il centro storico e le abitazioni di recente costruzione lungo via Enrico Fermi e via Lazzaro Spallanzani, intorno al centro commerciale La Grangia.
Le vie del quartiere sono dedicate a personaggi dell'antifascismo (alla sinistra di via Monti Lepini) e a scienziati (sulla destra di via Monti Lepini).
Ponte della Regina
Il quartiere del Ponte della Regina comprende una vasta area mista ad uso residenziale e agricolo, sorta lungo Via Guglielmo Marconi, una lunga arteria che congiunge la statale Appia al quartiere dell'Annunziata, ma sempre più urbanizzata negli ultimi anni.
Il ponte della Regina è il ponte dell'Appia sul fosso di Cisterna, posto nei pressi del termine dell'attuale via Marconi, tuttavia viene talvolta erroneamente indicato con questo nome il cavalcavia di via Marconi sulla ferrovia.
Fino agli anni sessanta la zona era chiamata anche Pozzo Cafone o Pizzo Cafone per la presenza dei numerosi immigrati abruzzesi, trasferitisi a Cisterna durante la bonifica prevalentemente come cavatori e tagliatori di travertino delle vicine cave della Bufalareccia, che venivano chiamati dispregiativamente cafoni.
Quartiere San Valentino

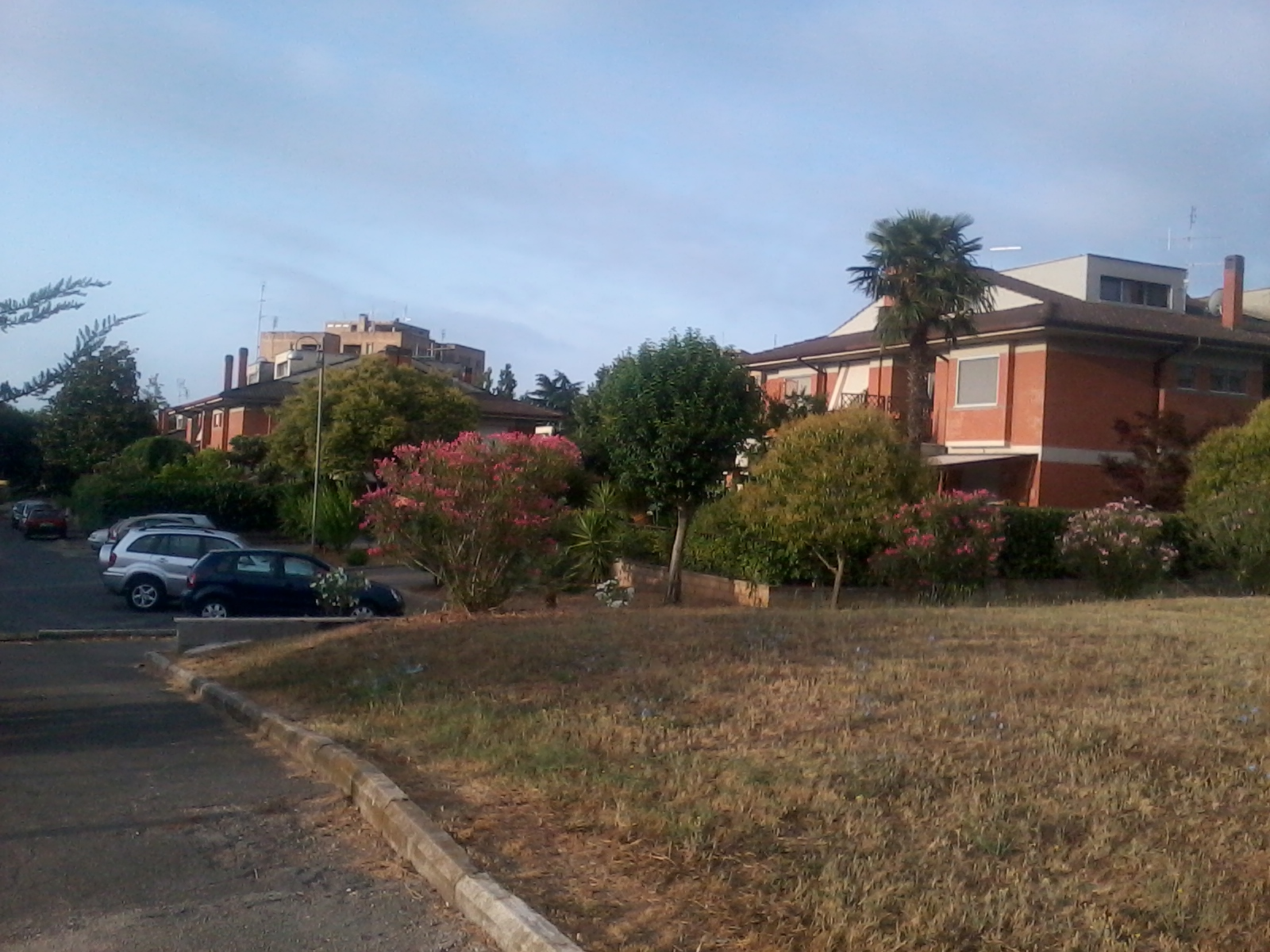
Una zona residenziale del quartiere San Valentino

Il quartiere San Valentino è il più grande e il più popolato della città. Comprende tutta l'area intorno a via Monti Lepini, a partire dall'incrocio con via Machiavelli (Residenza del Gallo) fino alla località Quattro Strade, agli estremi confini del centro abitato. Il quartiere è sorto come zona popolare alla fine degli anni settanta su quello che era fino ad allora parte del latifondo della famiglia Sbardella, noto come il Tiro a Segno.

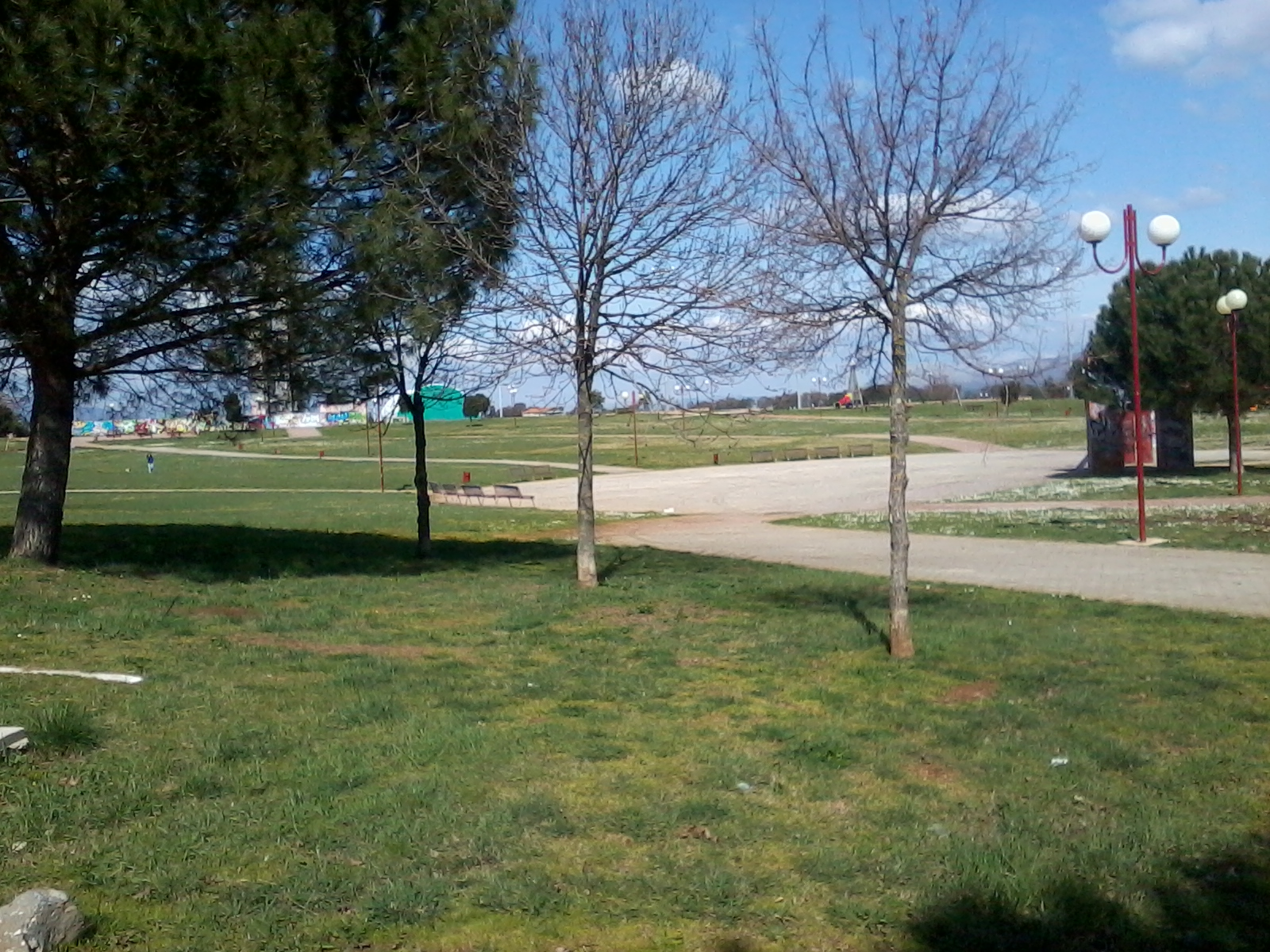
I Giardini Giovanni Paolo II, noti anche "Il Parco" inaugurati alla fine degli anni novanta

Ai primi complessi di case popolari (via Aldo Moro - via Pietro Nenni - via Giovanni Falcone) si è andata affiancando sin dalle origini una vasta zona residenziale. L'area, malgrado ospiti da sola cinquemila persone, un sesto della popolazione cisternese, soffre da sempre di una pesante carenza di servizi. Il quartiere ospita però la più vasta area verde cittadina, i Giardini Giovanni Paolo II meglio noti come il Parco, che si estendono su 10.000 m² di terreno, e l'omonima chiesa parrocchiale, inaugurata il 12 dicembre 2010.
Il nome prese spunto da un vicino complesso di villette a schiera già esistente dedicato al Patrono degli innamorati perché pensato per ospitare giovani coppie.
Le vie del quartiere sono state dedicate nell'area delle zone popolari ai politici della Prima Repubblica e alle vittime del terrorismo o della mafia. Le aree residenziali degli anni ottanta portano invece il nome dei cisternesi illustri, quelle sorte a partire dagli anni novanta portano il nome delle isole del Lazio.
Via Machiavelli
Area di recente espansione urbanistica, denominata C8-C9 sul piano regolatore, sorge nell'area un tempo agricola fra San Valentino e l'Annunziata. Il quartiere mutua il suo nome dalla sua strada principale, dedicata allo scrittore Niccolò Machiavelli.
Cerciabella
Il quartiere, zona residenziale costituita da villette a schiera e piccole palazzine, comprende la periferia meridionale della città e si sviluppa fra l'Appia e la provinciale per Latina, a partire dalla località Rotonda della Croce (che mutua il nome da un croce in ferro posta in memoria dei missionari Passionisti negli anni cinquanta). Prende il nome da un'antica quercia centenaria, oggi scomparsa. Recentemente è stata oggetto di un piano di risistemazione urbanistica con la costruzione di una piazza (intitolata ai Caduti di Nassiriya), di un centro sociale e della chiesa parrocchiale della Trasfigurazione.
Via Nettuno (L'Alberone)
Il quartiere nasce e si sviluppa lungo via Nettuno, che unisce la città all'omonimo centro sul litorale romano, comprendendo anche la traversa di via Aprilia e la località di Collemarcaccio.
Le strade portano i nomi delle regioni d'Italia.

### Frazioni

#### Borgo Flora

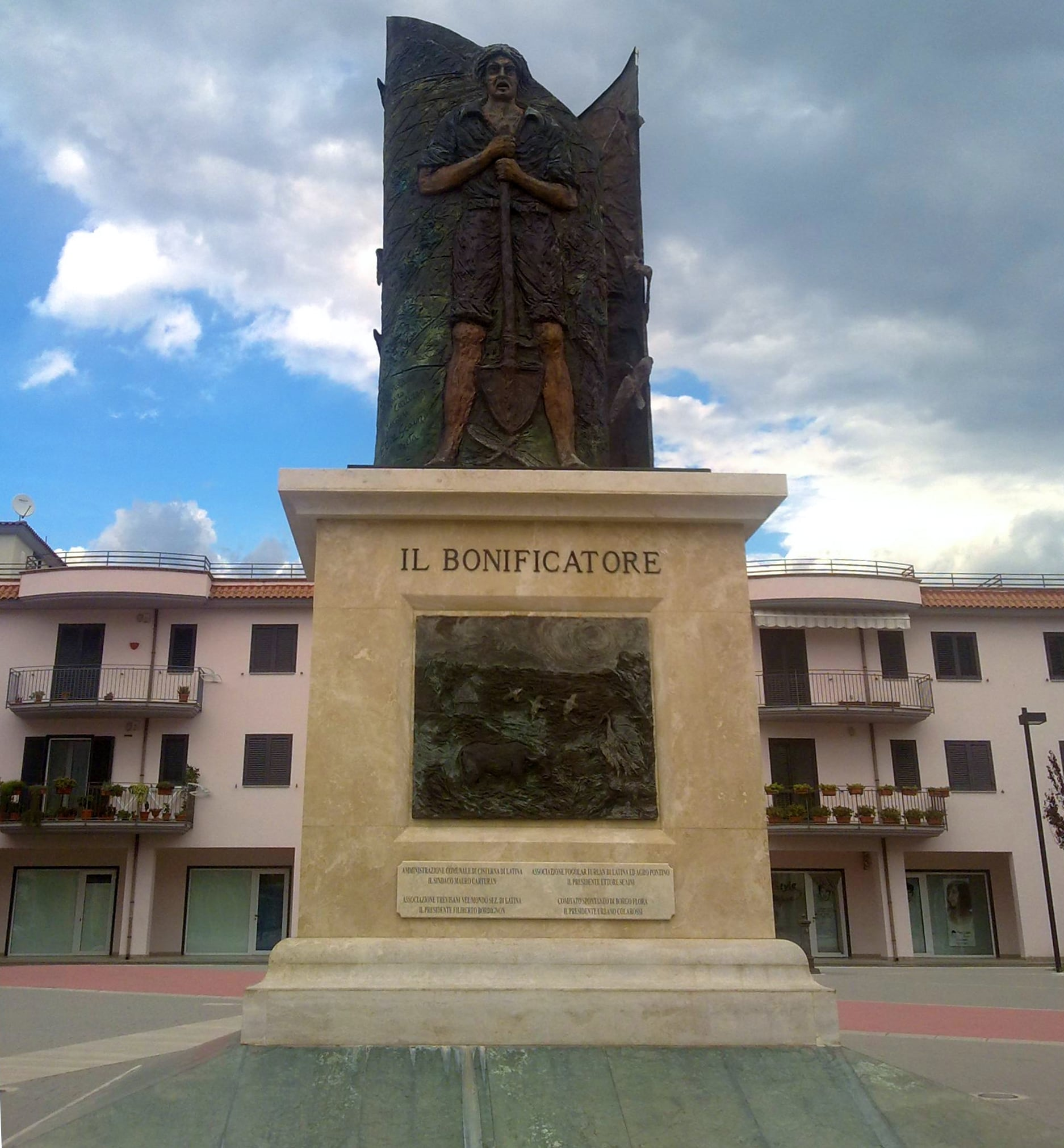
Il Monumento ai bonificatori a Borgo Flora

Borgo di fondazione sorto ai margini della provinciale per Latina e popolato da pionieri venetopontini, fu costruito durante la bonifica dell'Agro Pontino e ospita il Monumento Nazionale ai Bonificatori.
Prende il nome da una preesistente Tenuta Agricola Flora.

#### Olmobello e Isolabella
Due località che si incrociano lungo la strada che unisce Cisterna a Nettuno, luogo di feroci scontri durante la seconda guerra mondiale.

#### Doganella di Ninfa
Altro borgo di fondazione degli anni venti e trenta, risulta oggi diviso a metà con il comune di Sermoneta, mutua il suo nome da un antico toponimo legato al vicino Giardino di Ninfa. Popolato da pionieri della bonifica e loro discendenti venetopontini, umbro-marchigiani e lepini.

#### Le Castella
Frazione lungo l'Appia verso Velletri, del cui territorio ha fatto parte fino agli anni venti: ospitava in epoca romana una stazione di sosta detta Ad Sponsas. Nel suo territorio sono stati rinvenuti importati resti archeologici di epoca romana, fra cui l'antico abside della chiesa paleocristiana di Sant'Andrea.

#### 17 Rubbie
È una piccola frazione a sud delle Castella e al confine con Velletri e a sud con via Aprilia

#### Castel Ginnetti
Nota anche come Torrecchiola, sorge sul confine col comune di Velletri, prende i nomi dall'antica famiglia dei Ginnetti, antichi latifondisti del luogo dai quali il latifondo passò alla famiglia Lancellotti.

#### Prato Cesarino, Sant'Ilario e Castelverde
Queste tre località si trovano lungo il confine con il comune di Latina. Aree un tempo paludose, dopo la bonifica furono divise nei poderi dell'Opera Nazionale Combattenti e affidate ai coloni venuti dal Veneto e dal Friuli-Venezia Giulia.
Per motivi storici, sociali e logistici, queste tre frazioni sono da sempre più legate al territorio di Latina (specialmente ai Borghi con cui confinano: Borgo Montello, Borgo Podgora e Borgo Bainsizza), più che al Comune di Cisterna.

## Economia

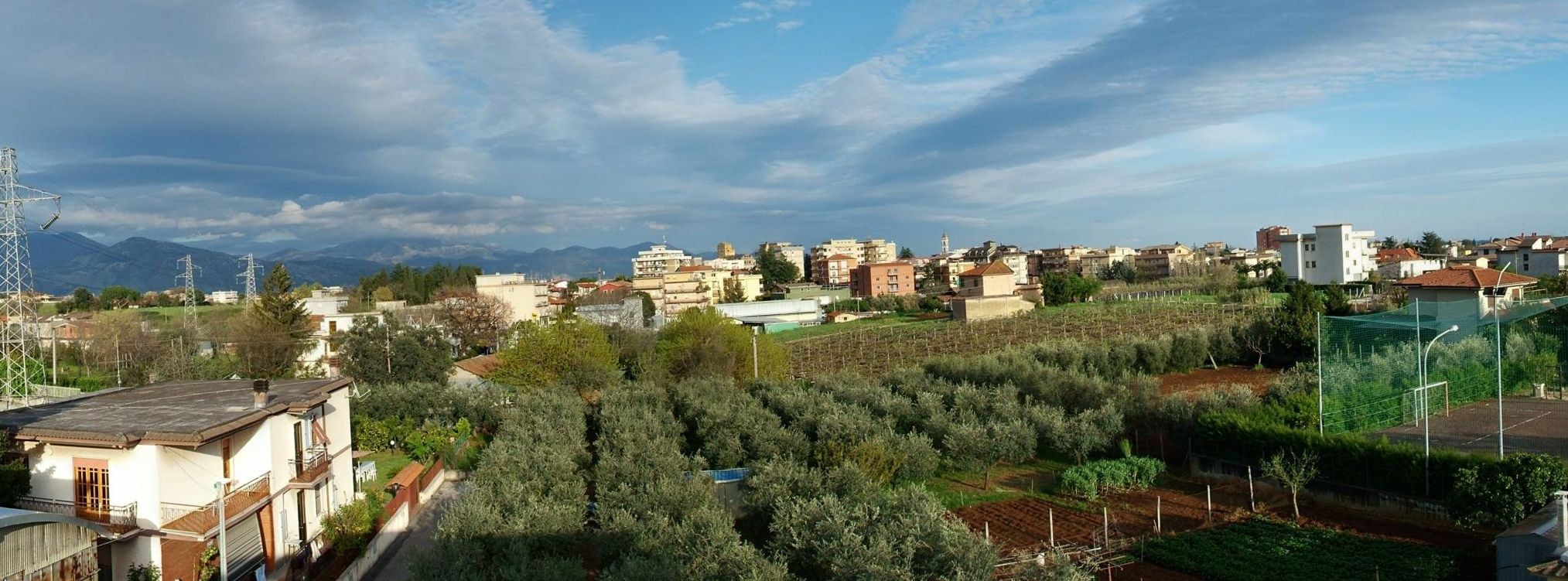
Panorama di Cisterna

La città è il principale produttore italiano di kiwi, la cui coltivazione è iniziata in forme sperimentali negli anni settanta nella frazione di Borgo Flora ed ha ottenuto il marchio IGP con il nome di Kiwi Latina il 19 maggio del 2003.
Altre coltivazioni intensive presenti nel territorio riguardano la coltivazione dei prodotti destinati al mercato ortofrutticolo.
Il settore industriale, dopo il boom degli anni sessanta-Settanta, è in fase di assestamento e trasformazione e si avvia gradualmente a perdere il grande peso che aveva nell'economia cittadina.
L'abolizione della Cassa del Mezzogiorno e la delocalizzazione hanno causato la chiusura di numerosi stabilimenti, fra cui la più clamorosa fu quella della Goodyear nel 1999.
Fra le multinazionali che producono attualmente a Cisterna si ricorda lo stabilimento metallurgico della norvegese Hydro Aluminium Slim S.p.A a Olmobello che dà lavoro a circa cinquecentocinquanta persone, e incorporato nel 2015 dalla Rolling Mills International GmbH. Altro sito di rilievo è la Nomad foods dove vengono realizzati tutti i prodotti del marchio Findus destinato al mercato italiano, sito lungo la Strada Statale Appia, dà lavoro a circa quattrocento dipendenti. Il sito ospita anche un centro per la ricerca agro-alimentare e qui sono nati molti dei prodotti storici del marchio.
Si registra inoltre la presenza di numerose piccole e medie imprese nel lavorazione del GPL, nella metallurgia, nell'arredamento, nella grafica, nella meccanica di precisione. D'importanza prettamente locale era la Centrale del Latte di Cisterna-Cooperativa Cisternino e Olivieri, che producevano latte e derivati.
In aumento negli ultimi anni, il fenomeno del pendolarismo verso Roma che dista dalla città appena trenta minuti di treno, integrando sempre più la città nell'hinterland della Capitale, trasformandone la sua economia.
Di seguito la tabella storica elaborata dall'Istat a tema Unità locali, intesa come numero di imprese attive, ed addetti, intesi come numero addetti delle unità locali delle imprese attive (valori medi annui).
|          | 2015                  |                              |                            |                |                       |                     | 2014                  |                | 2013                  |                |
| -------- | --------------------- | ---------------------------- | -------------------------- | -------------- | --------------------- | ------------------- | --------------------- | -------------- | --------------------- | -------------- |
|          | Numero imprese attive | % Provinciale Imprese attive | % Regionale Imprese attive | Numero addetti | % Provinciale Addetti | % Regionale Addetti | Numero imprese attive | Numero addetti | Numero imprese attive | Numero addetti |
| Cisterna | 2 410                 | 6,13%                        | 0,52%                      | 8 518          | 6,97%                 | 0,54%               | 2 416                 | 8 353          | 2 413                 | 8 884          |
| Latina   | 39 304                |                              | 8,43%                      | 122 198        |                       | 7,75%               | 39 446                | 120 897        | 39 915                | 123 310        |
| Lazio    | 455 591               |                              |                            | 1 539 359      |                       |                     | 457 686               | 1 510 459      | 464 094               | 1 525 471      |

Nel 2015 le 2 410 imprese operanti nel territorio comunale, che rappresentavano il 6,13% del totale provinciale (39 304 imprese attive), hanno occupato 8 518 addetti, il 6,97% del dato provinciale (122.198 addetti); in media, ogni impresa nel 2015 ha occupato tre persone (3,53).

## Infrastrutture e trasporti

### Strade

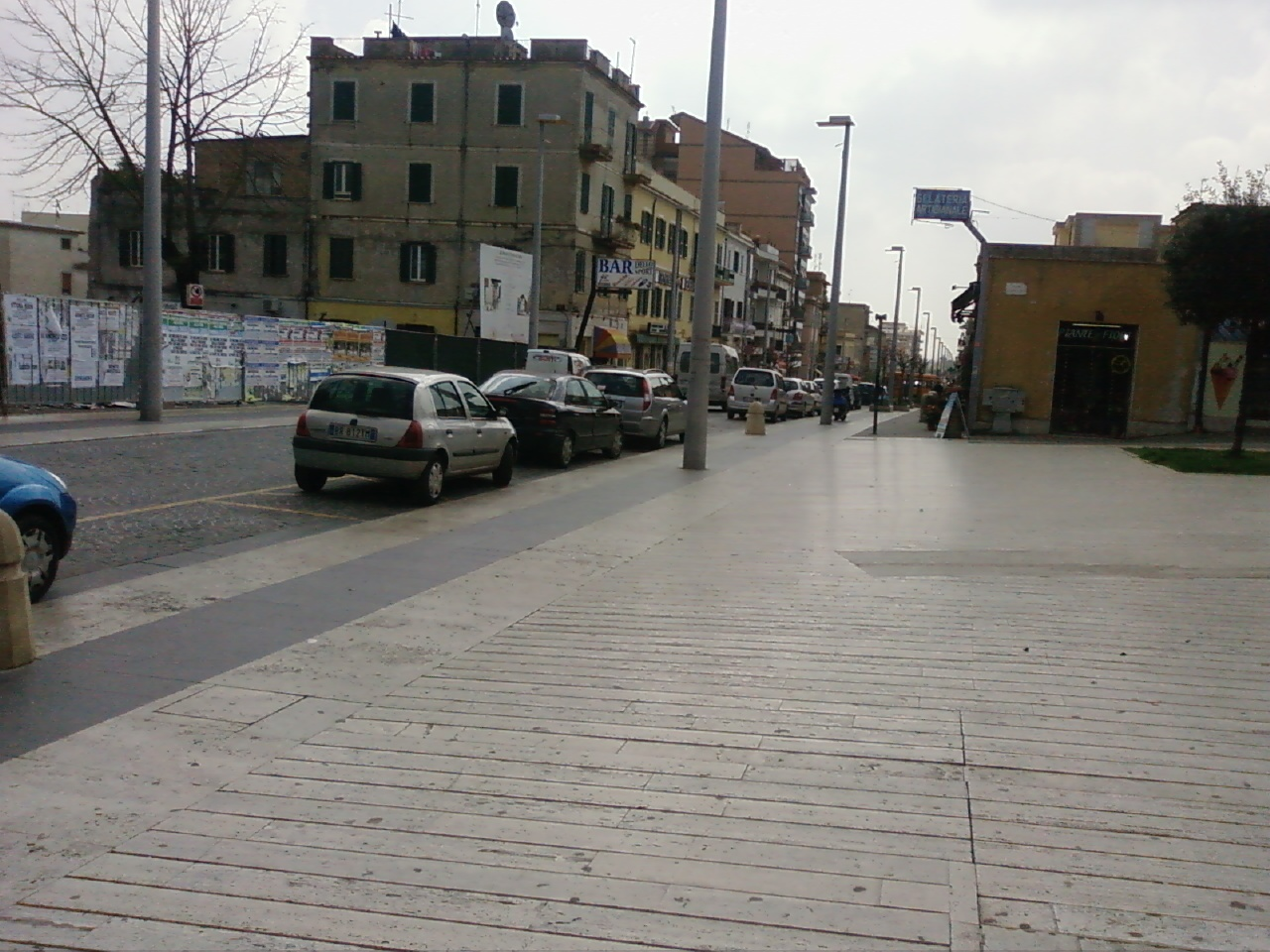
Corso della Repubblica all'altezza di Piazza XIX Marzo

Cisterna è attraversata dalla Strada Statale 7 Appia che fino agli anni 2000 tagliava in due parti l'abitato, coincidendo all'interno della città, con il Corso della Repubblica. Negli anni duemila è stata aperta, in due tranche, la Tangenziale Cittadina che sostituisce il tracciato urbano dell'Appia congiungendone la zona nord (in prossimità della zona Le Castella) a quella sud (all'altezza dell'incrocio con la SP Cisterna - Borgo Piave) aggirando il centro cittadino. A seguito di tale modifica il centrale Corso della Repubblica è stato convertito a senso unico.
Diverse strade provinciali uniscono il territorio di Cisterna ai confinanti comuni di Latina (Via Latina) Cori (Via Monti Lepini), Aprilia (Via Aprilia), Nettuno (Via Nettuno) e Sermoneta (Via Tivera).
Sono presenti a Cisterna una serie di linee interne di autobus, che collegano il centro con le frazioni e con i quartieri periferici, gestiti da diverse aziende private.
È prevista la costruzione di una bretella autostradale che unisca Cisterna e Latina al casello autostradale sull'A1 di Valmontone.

### Ferrovie

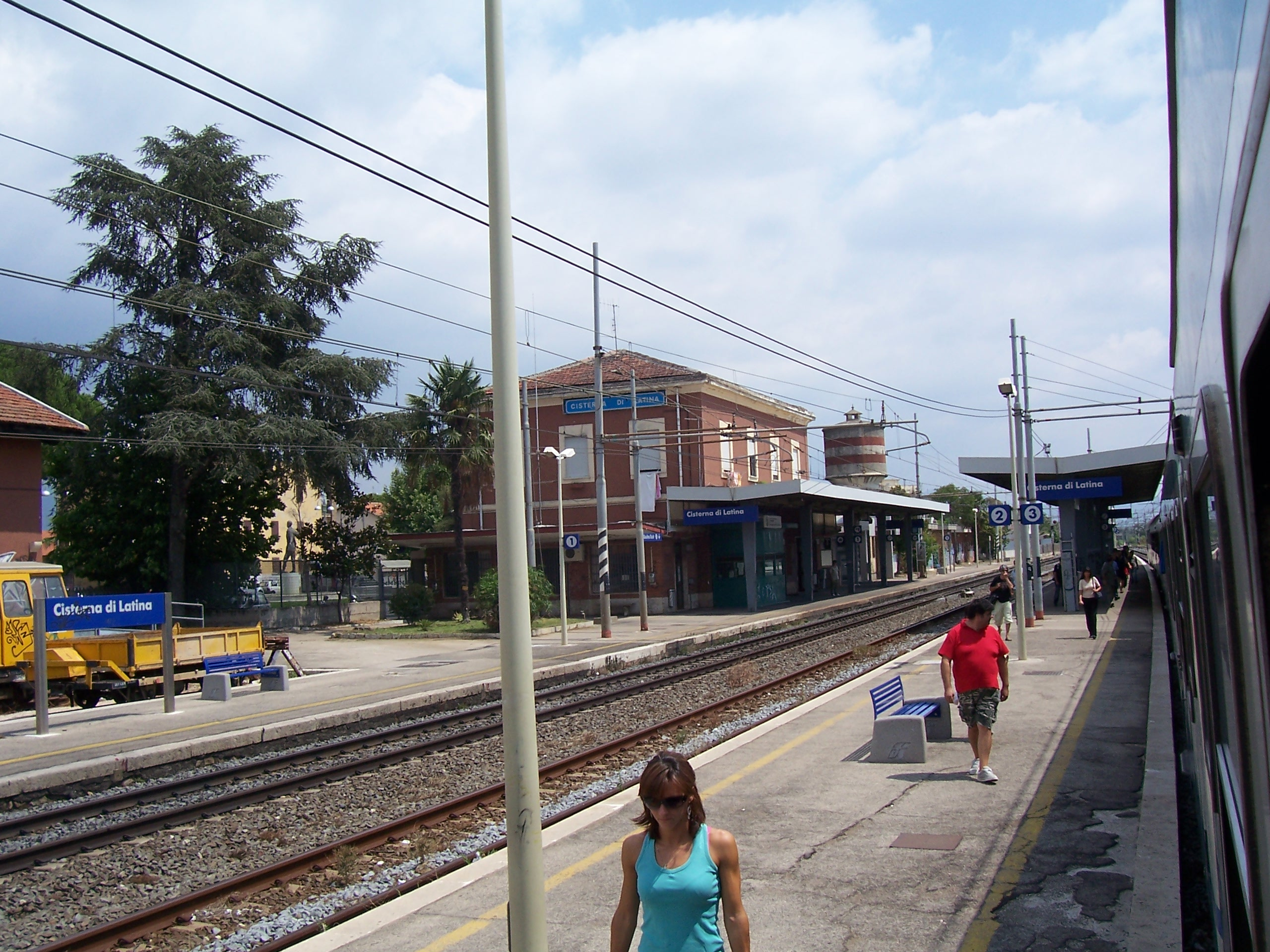
La stazione di Cisterna di Latina

La città è attraversata, proprio all'interno del centro abitato, dalla trafficata Ferrovia Roma-Formia-Napoli ed è sede di una frequentata stazione ferroviaria che dista solo trenta minuti da Roma Termini.

Prima della costruzione della ferrovia attuale, Cisterna di Latina era servita dalle stazioni di Cisterna (in seguito rinominata Torretta Corana) e di Doganella, entrambe sulla Ferrovia Velletri-Terracina.

## Amministrazione
Nel 1934 Cisterna di Roma passa dalla provincia di Roma, alla nuova provincia di Littoria, costituita dal governo fascista dell'epoca, e nel 1935 cambia denominazione in Cisterna di Littoria. Nel 1946 cambia ancora denominazione in Cisterna di Latina.

### Regno d'Italia
| Periodo | Periodo | Primo cittadino   | Partito | Carica  | Note   |
| ------- | ------- | ----------------- | ------- | ------- | ------ |
| 1926    | 1943    | Filippo Salvatori | PNF     | Podestà | [ 42 ] |

### Repubblica Italiana

#### Sindaci eletti dal consiglio comunale
| Periodo          | Periodo          | Primo cittadino      | Partito | Carica  | Note              |
| ---------------- | ---------------- | -------------------- | ------- | ------- | ----------------- |
| 1946             | 1951             | Felice Leonardi      | PRI     | Sindaco | Elezioni del 1946 |
| 1951             | 1956             | Armando De Santis    | PCI     | Sindaco | Elezioni del 1951 |
| 1956             | 1958             | Filippo Salvatori    | DC      | Sindaco | Elezioni del 1956 |
| 1958             | 1962             | Dante Monda          | DC      | Sindaco | Elezioni del 1960 |
| 1962             | 1966             | Felice Paliani       | DC      | Sindaco | Elezioni del 1964 |
| 1966             | 1969             | Ermanno Vittucci     | PSI     | Sindaco |                   |
| 1969             | 1972             | Felice Paliani       | DC      | Sindaco | Elezioni del 1970 |
| 1972             | 1972             | Epifanio Cera        | DC      | Sindaco |                   |
| 1972             | 1975             | Amedeo Leone         | DC      | Sindaco | [ 44 ]            |
| 1975             | 1980             | Adolfo Montellanico  | DC      | Sindaco | Elezioni del 1975 |
| 1980             | 1983             | Gianni Salis         | PSDI    | Sindaco | Elezioni del 1980 |
| 1983             | 1984             | Eugenio Comandini    | PCI     | Sindaco |                   |
| 1984             | 1985             | Ezio Comparini       | PRI     | Sindaco |                   |
| 1985             | 1988             | Giulio Porcelli      | PSI     | Sindaco | Elezioni del 1985 |
| 1988             | 1989             | Udino Caselli        | DC      | Sindaco |                   |
| 19 maggio 1989   | 6 maggio 1990    | Alfio Cicchitti      | PSI     | Sindaco |                   |
| 6 maggio 1990    | 7 luglio 1992    | Valerio Montellanico | DC      | Sindaco | Elezioni del 1990 |
| 14 luglio 1992   | 18 novembre 1993 | Giovanni Cirilli     | DC      | Sindaco |                   |
| 18 novembre 1993 | 23 aprile 1995   | Tonino Del Giovine   | PPI     | Sindaco |                   |

### Sindaci eletti direttamente
| Periodo          | Periodo          | Primo cittadino        | Partito                                                  | Carica                  | Note              |
| ---------------- | ---------------- | ---------------------- | -------------------------------------------------------- | ----------------------- | ----------------- |
| 23 aprile 1995   | 25 febbraio 1999 | Umberto Salvatori      | Forza Italia                                             | Sindaco                 | Elezioni del 1995 |
| 25 febbraio 1999 | 13 giugno 1999   | Maria Maglione         |                                                          | Commissario prefettizio |                   |
| 13 giugno 1999   | 12 giugno 2004   | Mauro Carturan         | Partito Popolare Italiano                                | Sindaco                 | Elezioni del 1999 |
| 12 giugno 2004   | 7 giugno 2009    | Mauro Carturan         | Unione di Centro                                         | Sindaco                 | Elezioni del 2004 |
| 7 giugno 2009    | 25 maggio 2014   | Antonello Merolla      | Il Popolo della Libertà                                  | Sindaco                 | Elezioni del 2009 |
| 25 maggio 2014   | 3 gennaio 2018   | Eleonora Della Penna   | Indipendente di centro destra                            | Sindaco                 | Elezioni del 2014 |
| 3 gennaio 2018   | 11 giugno 2018   | Monica Ferrara Minolfi |                                                          | Commissario prefettizio |                   |
| 11 giugno 2018   | 12 novembre 2018 | Mauro Carturan         | Fratelli d'Italia-Lega                                   | Sindaco                 | Elezioni del 2018 |
| 12 novembre 2018 | 5 gennaio 2019   | Monica Ferrara Minolfi |                                                          | Commissario prefettizio | [ 55 ]            |
| 6 gennaio 2019   | 1º febbraio 2021 | Mauro Carturan         | FdI-Lega                                                 | Sindaco                 |                   |
| 1º febbraio 2021 | 17 febbraio 2021 | Enza Caporale          |                                                          | Commissario prefettizio |                   |
| 17 febbraio 2021 | 23 febbraio 2021 | Mauro Carturan         | FdI-Lega                                                 | Sindaco                 |                   |
| 23 febbraio 2021 | 18 ottobre 2021  | Enza Caporale          |                                                          | Commissario prefettizio |                   |
| 18 ottobre 2021  | in carica        | Valentino Mantini      | Partito Democratico-Movimento 5 Stelle-PSI-Liste Civiche | Sindaco                 | Elezioni del 2021 |

### Gemellaggi
Cisterna di Latina è gemellata con:
- Fort Smith (Arkansas), dal 1984 il gemellaggio fu ideato e voluto fin dal 1982 dall'allora Sindaco Gianni Salis a seguito di una visita a Cisterna di una folta delegazione dei Rangers guidati dal Presidente Jamis Altieri nel corso di un discorso ufficiale in via dei Rangers in località Olmobello luogo dove avvennero i maggiori scontri tra gli eserciti Americani e Tedeschi nel 1944 a seguito dello sbarco di Anzio Nettuno.
- Grombalia, dal 2003

## Sport

### Calcio
La squadra storica del calcio cisternese era il Pro Cisterna, che arrivò a disputare tre campionati consecutivi in serie C2, dalla stagione 1985-86 alla stagione 1987-88. Le partite erano disputate presso lo stadio comunale "Domenico Bartolani". La società ha subìto diversi scioglimenti, quello definitivo nel 2021. 
Attualmente il calcio è rappresentato da:
- ASD Cisterna Calcio fondata nel 2022 e militante nel campionato di Prima Categoria 2024-25 girone H. Disputa le proprie partite presso lo stadio comunale "Domenico Bartolani".
- ASD Pro Cisterna (da non confondersi con la già citata Pro Cisterna) fondata nel 2024 e militante nel campionato di Prima Categoria 2024-25 girone H. Disputa le proprie partite presso lo stadio "Pietro Galamini" nella frazione di Doganella di Ninfa.

### Calcio a 5
- Conit Cisterna, militante nel campionato di Serie A2 2024-25
- Ecocity Cisterna, militante nel campionato di Serie D 2024-25
- Città di Cisterna, militante nel campionato di Serie D 2024-25
- Cisterna Lady, militante nel campionato di serie C2 femminile 2024-25

### Pallavolo
- Cisterna Volley che milita nel campionato maschile di Superlega 2024-2025[60]
- Pallavolo Cisterna 88 che nella stagione 2016-17 ha disputato la Serie A2 di pallavolo femminile.

### Pallacanestro
- Sporteam Cisterna che nel 2019-2020 milita nel campionato maschile di Serie D.[61]

### Sollevamento Pesi
- S.S. Lazio New Body Evolution Sollevamento Pesi è una sezione della Polisportiva S.S. Lazio con sede a Cisterna di Latina

### Rugby
L'Atletico Rugby Cisterna invece partecipa ai campionati regionali di rugby.

### Impianti sportivi
Il principale impianto sportivo cisternese è lo Stadio comunale "Domenico Bartolani", costruito nel 1960. È dedicato al figlio dell'imprenditore cisternese Luigi Bartolani, che fu ucciso dai fascisti nel 1938 per ritorsione contro il padre, oppositore di Benito Mussolini confinato in Sardegna. Ospita le gare interne del Cisterna Calcio e dell'Anzio Calcio. 
Nel 2018 è stato inaugurato il moderno Palazzetto dello Sport che ospita le partite del Cisterna Volley, del Conit Cisterna calcio a 5 e della Benacquista Latina pallacanestro maschile.
Nel quartiere San Valentino è presente un palazzetto dello sport che ospita le gare interne dell'Ecocity Cisterna di calcio a5 e del Cisterna Lady sempre di calcio a5.